# Governo Colombo
Il Governo Colombo è stato il ventiseiesimo esecutivo della Repubblica Italiana, il quinto della V legislatura.
Rimase in carica dal 6 agosto 1970 al 18 febbraio 1972 per un totale di 561 giorni, ovvero 1 anno, 6 mesi e 12 giorni.
Ottenne la fiducia dalla Camera il 12 agosto 1970 con 348 voti favorevoli e 231 contrari. Ottenne la fiducia anche al Senato il 13 agosto 1970 con 174 voti favorevoli e 113 contrari.

## Storia
Le improvvise dimissioni di Rumor colgono di sorpresa un po' tutti i partiti, specie quelli di governo. È imminente l'inizio della pausa estiva dei lavori parlamentari quando il presidente del Consiglio sale al Quirinale per dimettersi, in pieno accordo col segretario della DC Arnaldo Forlani. Il gesto scatena una forte contrapposizione interna tra i democristiani e molte riserve tra gli alleati di governo. La manovra appare tuttavia chiara: o si torna all'alleanza di centro-sinistra o si ricerca nelle urne la soluzione per uscire dalla crisi di tale formula. Altre ricostruzioni successive sostengono che Rumor prevedesse un autunno "caldo" (32 contratti nazionali di lavoro da rinnovare) o che ci fossero conflitti sulle leggi di riforma.
La soluzione della crisi appare difficile per le lacerazioni interne della DC. Il partito di maggioranza è diviso tra il corteggiamento dei liberali per un governo centrista che non dispiacerebbe al PSDI e le richieste del PSI per l’apertura verso PCI e PSIUP. L'accordo viene infine raggiunto con l'impegno di definire i quattro progetti di legge per la riforma tributaria, della casa, dell'università e della sanità ma il Gabinetto si trova ben presto travolto dai problemi dell'ordine pubblico, da vari scandali politici e da una rinnovata contrapposizione prima tra socialisti e socialdemocratici, quindi tra componenti interne della DC, sul tema delicato del referendum per l'abrogazione del divorzio, la cui richiesta viene perfezionata nell'estate del 1970.
Logorata dagli scontri sulle riforme la maggioranza si indebolisce quando il PRI ritira i propri ministri passando all'appoggio esterno, e cade con l'elezione di Giovanni Leone a nuovo capo dello Stato. I voti determinanti del MSI e il mancato apporto delle sinistre inducono dapprima i repubblicani, in seguito i socialdemocratici, a chiedere l'apertura della crisi.

## Compagine di governo

### Sostegno parlamentare

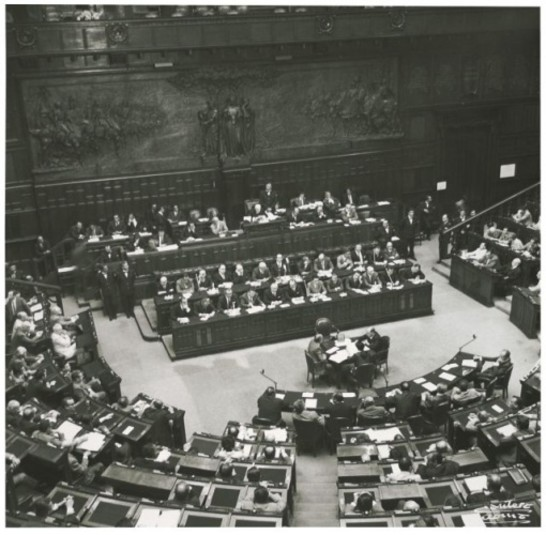
Presentazione del Governo Colombo alla Camera dei deputati, 10 luglio 1970

| Camera dei Deputati | Camera dei Deputati | Seggi              |
| ------------------- | --- | ------------------ |
|                     | Democrazia Cristiana Partito Socialista Italiano Partito Socialista Democratico Italiano Partito Repubblicano Italiano Südtiroler Volkspartei Totale Maggioranza | 266 62 29 9 3 369  |
|                     | Partito Comunista Italiano Partito Liberale Italiano Movimento Sociale Italiano PSI di Unità Proletaria PDI di Unità Monarchica Totale Opposizione               | 177 31 24 23 6 261 |
| Totale              | Totale | 630                |

| Senato della Repubblica | Senato della Repubblica | Seggi           |
| ----------------------- | --- | --------------- |
|                         | Democrazia Cristiana Partito Socialista Italiano Partito Socialista Democratico Italiano Partito Repubblicano Italiano Südtiroler Volkspartei Totale Maggioranza | 135 36 10 2 185 |
|                         | PCI-PSI di Unità Proletaria Partito Liberale Italiano Movimento Sociale Italiano PDI di Unità Monarchica Totale Opposizione                                      | 101 16 11 2 130 |
| Totale                  | Totale | 315             |

### Appartenenza politica
- Democrazia Cristiana (DC): Presidente del Consiglio, 15 ministri, 33 sottosegretari
- Partito Socialista Italiano (PSI): Vicepresidente del Consiglio, 5 ministri, 14 sottosegretari
- Partito Socialista Democratico Italiano (PSDI): 4 ministri, 9 sottosegretari
- Partito Repubblicano Italiano (PRI) (fino al 1º marzo 1971): 1 ministro, 2 sottosegretari

### Provenienza geografica
| Regione               | Presidente | Vicepresidente | Ministri | Sottosegretari | Totale |
| --------------------- | ---------- | -------------- | -------- | -------------- | ------ |
| Basilicata            | 1          | -              | -        | 1              | 2      |
| Campania              | -          | 1              | 1        | 5              | 7      |
| Lazio                 | -          | -              | 2        | 9              | 11     |
| Sicilia               | -          | -              | 5        | 3              | 8      |
| Lombardia             | -          | -              | 2        | 5              | 7      |
| Liguria               | -          | -              | 3        | 3              | 6      |
| Emilia-Romagna        | -          | -              | 1        | 5              | 6      |
| Puglia                | -          | -              | 1        | 5              | 6      |
| Veneto                | -          | -              | 2        | 3              | 5      |
| Piemonte              | -          | -              | -        | 5              | 5      |
| Toscana               | -          | -              | 2        | 2              | 4      |
| Calabria              | -          | -              | 1        | 2              | 3      |
| Friuli-Venezia Giulia | -          | -              | -        | 3              | 3      |
| Abruzzo               | -          | -              | 1        | 1              | 2      |
| Molise                | -          | -              | 1        | 1              | 2      |
| Marche                | -          | -              | -        | 2              | 2      |
| Sardegna              | -          | -              | 1        | -              | 1      |

## Composizione
| Presidenza del Consiglio dei ministri          | Presidenza del Consiglio dei ministri | Presidenza del Consiglio dei ministri           | Presidenza del Consiglio dei ministri             | Presidenza del Consiglio dei ministri                                                                                        |
| Carica                                         | Titolare                              | Titolare                                        | Titolare                                          | Sottosegretario di Stato alla Presidenza del Consiglio                                                                       |
| ---------------------------------------------- | ------------------------------------- | ----------------------------------------------- | ------------------------------------------------- | --- |
| Presidente del Consiglio dei ministri          |                                       |                                                 | Emilio Colombo (DC)                               | - Dario Antoniozzi (DC) - Aurelio Curti (DC) - Giuseppe Di Vagno (PSI) - Francesco Fossa (PSI) - Giovanni Zonca (DC)         |
| Vicepresidente del Consiglio dei ministri      |                                       |                                                 | Francesco De Martino (PSI)                        | - Dario Antoniozzi (DC) - Aurelio Curti (DC) - Giuseppe Di Vagno (PSI) - Francesco Fossa (PSI) - Giovanni Zonca (DC)         |
| Ministri senza portafoglio                     |                                       |                                                 |                                                   | |
| Presidenza della delegazione italiana all'ONU  |                                       |                                                 | Giuseppe Lupis (PSDI)                             | Giuseppe Lupis (PSDI) |
| Interventi straordinari nel Mezzogiorno        |                                       |                                                 | Paolo Emilio Taviani (DC)                         | Paolo Emilio Taviani (DC) |
| Problemi relativi all'attuazione delle regioni |                                       |                                                 | Eugenio Gatto (DC)                                | Eugenio Gatto (DC) |
| Rapporti fra Governo e Parlamento              |                                       |                                                 | Carlo Russo (DC)                                  | Carlo Russo (DC) |
| Ricerca scientifica                            |                                       |                                                 | Camillo Ripamonti (DC)                            | Camillo Ripamonti (DC) |
| Riforma della pubblica amministrazione         |                                       |                                                 | Remo Gaspari (DC)                                 | Remo Gaspari (DC) |
| Ministero                                      | Ministri                              | Ministri                                        | Ministri                                          | Sottosegretari di Stato |
| Affari esteri                                  |                                       |                                                 | Aldo Moro (DC)                                    | - Alberto Bemporad (PSDI) - Mario Pedini (DC) - Angelo Salizzoni (DC)                                                        |
| Interni                                        |                                       |                                                 | Franco Restivo (DC)                               | - Nello Mariani (DC) - Adolfo Sarti (DC) - Franco Nicolazzi (PSDI) - Ernesto Pucci (DC)                                      |
| Grazia e giustizia                             |                                       |                                                 | Oronzo Reale (PRI) (fino al 06/03/1971)           | - Michele Pellicani (PSDI) - Erminio Pennacchini (DC)                                                                        |
| Grazia e giustizia                             |                                       | Emilio Colombo (DC) ad interim (dal 06/03/1971) |                                                   | - Michele Pellicani (PSDI) - Erminio Pennacchini (DC)                                                                        |
| Bilancio e programmazione economica            |                                       |                                                 | Antonio Giolitti (PSI)                            | - Barbaro Lo Giudice (DC) |
| Finanze                                        |                                       |                                                 | Luigi Preti (PSDI)                                | - Gioacchino Attaguile (DC) (fino al 10/04/1971) - Luigi Borghi (DC) - Giuseppe Macchiavelli (PSI)                           |
| Tesoro                                         |                                       |                                                 | Mario Ferrari Aggradi (DC)                        | - Antonio Bisaglia (DC) - Venerio Cattani (PSI) - Bonaventura Picardi (DC) - Dante Schietroma (PSDI) - Giuseppe Sinesio (DC) |
| Difesa                                         |                                       |                                                 | Mario Tanassi (PSDI)                              | - Mario Marino Guadalupi (PSI) - Vito Lattanzio (DC)                                                                         |
| Pubblica istruzione                            |                                       |                                                 | Riccardo Misasi (DC)                              | - Oddo Biasini (PRI) (fino al 01/03/1971) - Elena Gatti Caporaso (PSI) - Pier Luigi Romita (PSDI) - Elio Rosati (DC)         |
| Lavori pubblici                                |                                       |                                                 | Salvatore Lauricella (PSI)                        | - Vincenzo Russo (DC) - Vincenzo Scarlato (DC) - Attilio Zannier (PSDI)                                                      |
| Agricoltura e foreste                          |                                       |                                                 | Lorenzo Natali (DC)                               | - Attilio Iozzelli (DC) - Primo Silvestri (PSDI) - Giuseppe Tortora (PSI) - Giovanni Venturi (DC)                            |
| Trasporti e aviazione civile                   |                                       |                                                 | Italo Viglianesi (PSI)                            | - Onorio Cengarle (DC) - Sebastiano Vincelli (DC)                                                                            |
| Poste e telecomunicazioni                      |                                       |                                                 | Giacinto Bosco (DC)                               | - Luigi Angrisani (PSDI) - Bernardo D'Arezzo (DC) - Aldo Venturini (PSI)                                                     |
| Industria, commercio e artigianato             |                                       |                                                 | Silvio Gava (DC)                                  | - Giuseppe Amadei (PSDI) - Loris Biagioni (DC) - Lucio Mariano Brandi (PSI) - Oscar Mammì (PRI)                              |
| Sanità                                         |                                       |                                                 | Luigi Mariotti (PSI)                              | - Maria Pia Dal Canton (DC) - Girolamo La Penna (DC) - Maria Vittoria Mezza (PSI)                                            |
| Commercio con l'estero                         |                                       |                                                 | Mario Zagari (PSI)                                | - Corrado Belci (DC) - Renzo Forma (DC)                                                                                      |
| Marina mercantile                              |                                       |                                                 | Salvatore Mannironi (DC) (deceduto il 06/04/1971) | - Paolo Cavezzali (PSI) - Vittorio Cervone (DC)                                                                              |
| Marina mercantile                              |                                       | Gioacchino Attaguile (DC) (dal 10/04/1971)      |                                                   | - Paolo Cavezzali (PSI) - Vittorio Cervone (DC)                                                                              |
| Partecipazioni statali                         |                                       |                                                 | Flaminio Piccoli (DC)                             | - Francesco Principe (PSI)                                                                                                   |
| Lavoro e previdenza sociale                    |                                       |                                                 | Carlo Donat-Cattin (DC)                           | - Fernando De Marzi (DC) - Leandro Rampa (DC) - Mario Toros (DC)                                                             |
| Turismo e spettacolo                           |                                       |                                                 | Gianmatteo Matteotti (PSDI)                       | - Franco Evangelisti (DC) - Gianni Usvardi (PSI)                                                                             |

## Cronologia
Salvo diversa indicazione le notizie sono tratte dal sito dellarepubblica.it, richiamato in bibliografia

### 1970

#### Luglio
- 8 luglio: mentre Aldo Moro polemizza per i modi e i tempi di apertura della crisi, decisa in ambienti ristretti e al di fuori degli organi statutari della DC, il Capo dello Stato avvia le consultazioni. Circola voce che le dimissioni di Rumor possano essere state imposte da ambienti ecclesiastici per ritardare l'esame della legge sul divorzio e per provocare uno spostamento a destra della coalizione di governo. Dai colloqui emerge, per contro, che le difficoltà lamentate dal governo originano principalmente dalle divisioni interne della DC. Quest'ultima, assieme a PSI e PSU, si dichiara disponibile a ricostituire un esecutivo di centro-sinistra, il PRI condiziona il proprio assenso a un vertice preventivo dei quattro partiti sul delicato tema dell'economia. Nella direzione democristiana Arnaldo Forlani deve difendere la scelta della crisi contro le contestazioni di Forze nuove, basisti e morotei.[6]
- 11 luglio: Saragat conferisce l'incarico a Giulio Andreotti col mandato di formare una maggioranza di centro-sinistra organica. Il presidente incaricato inizia subito le sue consultazioni, che si rivelano difficili per il problema delle giunte. Il PSU chiede un chiarimento sui comportamenti locali del PSI, che non disdegna l'alleanza col PCI e il PSIUP laddove non esistono le condizioni numeriche o politiche per un centro-sinistra organico.

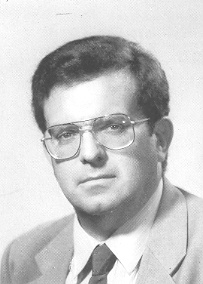
Fortunato Aloi

- 14 luglio: a Reggio Calabria inizia la rivolta contro la decisione di collocare il capoluogo della Regione a Catanzaro. Lunghi cortei percorrono il corso Garibaldi. Parte della folla si ferma in Piazza Italia per ascoltare il sindaco Battaglia ed il consigliere del MSI Fortunato Aloi. Barricate sorgono sul Corso, sul Lungomare, in via Pio XI, al rione Sbarre, in via I Agosto, al rione Santa Caterina. Il traffico è bloccato. Le forze dell'ordine tentano di smantellare i blocchi stradali e le barricate ma altre ne sorgono fin sull'autostrada. La situazione precipita in serata. I primi scontri avvengono in via Marina tra i dimostranti che occupano i binari della ferrovia e la polizia. Vengono operati alcuni fermi tra i dimostranti, annullati dal prefetto De Rossi dopo un'ulteriore protesta in Piazza Italia. La folla non si disperde. Intorno alle 21 la polizia carica e i dimostranti rispondono con lanci di pietre. Intanto i ferrovieri entrano in sciopero: Reggio è completamente isolata.
- 15-24 luglio: Andreotti rinuncia all'incarico dopo dieci giorni di colloqui estenuanti. La causa è principalmente la rinuncia del PSU, che non ha ottenuto il richiesto chiarimento sui rapporti tra PSI e PSIUP-PCI; Mario Tanassi dichiara che finché non verrà messo in minoranza i socialdemocratici non parteciperanno al governo. Altro problema sono i contrasti interni alla DC. Pontieri, amici di Piccoli e parte de La Base non votano il documento politico-programmatico che contiene i punti principali del programma. I liberali, da destra, si dichiarano disponibili a un rivolgimento della maggioranza, nel PSU si ventila l'ipotesi di sostenere le elezioni anticipate.
- 21 luglio: Libia: il consiglio del Comando della rivoluzione emana una legge che impone l’espulsione degli italiani residenti nel Paese e la confisca dei loro beni.
- 22 luglio: nei pressi di Gioia Tauro un sabotaggio provoca il deragliamento del treno Palermo-Torino. 8 morti e oltre un centinaio di feriti. L'azione è attribuita ai rivoltosi di Reggio.
- 25 luglio-4 agosto: Saragat affida l'incarico a Emilio Colombo. Il mandato è sempre lo stesso: governo organico di centro-sinistra. Sul suo nome la DC riesce a ritrovare l'unità interna ma lo scoglio dei chiarimenti richiesti dal PSU, specie dopo la collaborazione di giunta in Toscana del PSI con comunisti e psiuppini, rimane lo scoglio principale. Colombo riesce a far breccia emendando il documento di Andreotti con precise rassicurazioni sulle giunte anomale e la priorità per la stabilità monetaria e il potere d'acquisto dei lavoratori. Dopo dieci giorni e quattro giri di consultazioni il presidente incaricato può sciogliere la riserva.[7]

#### Agosto
- 10-13 agosto: il Governo si presenta al Parlamento: alla Camera la fiducia è approvata con 348 voti a favore e 231 contrari; al Senato con 174 voti a favore e 113 contrari. Colombo rassicura che il suo esecutivo non è un gabinetto balneare creato nell'imminenza della pausa dei lavori parlamentari. Annunciati nuovi inasprimenti fiscali per mantenere l'equilibrio di bilancio dopo la firma di nuovi contratti di lavoro che impegnano anche la spesa pubblica e per la copertura di spese sanitarie. Il Governo sarà neutrale sul divorzio, e lascerà libertà di coscienza a ministri e sottosegretari.[8]
- 14 agosto: Colombo convoca una riunione coi ministri del Tesoro, delle Finanze e del Bilancio, il governatore della Banca d'Italia e il ragioniere generale dello Stato. All'ordine del giorno la piena copertura di oltre 14.000 miliardi già stanziati e il gettito fiscale per gli anni 1971 e 1972. Si prospetta una nuova serie di provvedimenti anti-congiunturali. Il ministro Preti si oppone all'aumento dei tabacchi per non favorire il contrabbando.[9]
- 28 agosto: Consiglio dei ministri: decisi i termini della manovra economica autunnale. La benzina aumenta di 22 lire, la ritenuta d'accordo della complementare sale dall'1,5 al 4%. Inasprita del 50% l'IGE sui beni voluttuari e di lusso. Aumentano gli oneri previdenziali a carico dei datori di lavoro, i bolli per le patenti e i passaporti, raddoppia l'accisa sui liquori. Ugo La Malfa giudica la manovra conseguenza di una generalizzata "disamministrazione" della sanità, degli enti pubblici e delle aziende autonome, in particolare la RAI. I sindacati minacciano una nuova ondata di scioperi.[10]
- 31 agosto-2 settembre: inizia uno sciopero generale delle farmacie contro "lo svilimento della professione" e i ritardi dei rimborsi degli enti mutualistici. Il solo ente INAM (30 milioni di mutuati, 15 prescrizione all'anno di media per mutuato) deve onorare debiti per circa 360 miliardi all'anno. Contro la serrata il Governo, attraverso un'intesa tra i ministri degli Interni e della Sanità, minaccia la precettazione da parte dei prefetti e dei medici provinciali per l'apertura di un numero minimo di farmacie, da affiancare a quelle comunali che non dipendono dalla Federfarma e restano aperte. La serrata viene quindi sospesa per alcuni giorni, nell'attesa di un incontro tra il ministro Mariotti e i rappresentanti di categoria.[11]

#### Settembre
- 7 settembre: quattro attentati dinamitardi rivendicati dall’estrema destra. Riprende la rivolta di Reggio Calabria, capeggiata dal missino Ciccio Franco alla guida de il «Comitato d’Azione». Il 17 settembre nel corso dei disordini è ucciso un manifestante e otto persone restano ferite. Ciccio Franco è arrestato.
Il segretario del PSI, Francesco De Martino, smentisce dalla TV che sia stato raggiunto un accordo tra socialisti e democristiani per emendare la legge sul divorzio al Senato, per obbligare il suo ritorno alla Camera e ritardarne l'approvazione. Viene a tal proposito smentita una ricostruzione pubblicata da un quotidiano filo-governativo sulla base di notizie diffuse dalla RAI. Mauro Mellini, della Lega per l'introduzione del divorzio, attacca i dirigenti della televisione accusandoli di favorire l'antidivorzismo democristiano. Il PSIUP interroga Colombo per chiedere se il Governo manterrà l'impegno preso alla presentazione di mantenersi neutrale sull'iter parlamentare del provvedimento.[12]
- 9-10 settembre: l'assemblea dei vescovi della Toscana, presieduta dal cardinale Ermenegildo Florit, lancia un appello contro l'approvazione della legge sul divorzio. La Lega per l'introduzione del divorzio presenta un esposto alla procura della repubblica di Firenze: secondo Marco Pannella la dichiarazione è una violazione del Concordato, in quanto presentata da ecclesiastici nel pieno esercizio delle proprie prerogative confessionali.[13]
- 10 settembre: inaugurando la Fiera del Levante il Presidente del Consiglio illustra a grandi linee il piano degli interventi per il meridione. Per giungere a tale obiettivo, aggiunge Colombo, il Governo ha chiesto dei sacrifici, ma gli italiani vedranno rientrare tale esborso in grandi opere come le autostrade e le sedi meridionali delle imprese sostenute dai fondi della Cassa del Mezzogiorno.
- 11 settembre: si costituisce a Roma il Movimento Antidivorzista Laico, presieduto dall'avvocato Libera Santucci Zagariello. Nella conferenza stampa di presentazione il professor Carlo Bozzi, ex presidente di sezione del Consiglio di Stato, giudica il progetto di legge in discussione come il peggior ordinamento divorzista tra i tanti in vigore nel mondo. Secondo Bozzi la legge riduce l'azione del giudice a una mera presa d'atto della volontà di separazione dei coniugi, senza l'esercizio discrezionale del giudizio, ed è già solo per questo anticostituzionale.
In una riunione interministeriale presieduta da Colombo, cui prendono parte i ministri finanziari, del Lavoro e della Sanità, il governatore della Banca d'Italia e il ragioniere generale dello Stato, vengono fissati i principi della riforma sanitaria, tra cui il fondo sanitario regionale, la sostituzione delle mutue con le Unità sanitarie locali per l'assistenza a tutti i cittadini e l'obbligo per gli ospedali di accogliere qualsiasi richiesta di intervento a prescindere da chi la richiede.[14]
- 14 settembre: la diocesi di Firenze torna sull'appello dei vescovi toscani contro il divorzio per ribadire che i vescovi non temono i ricorsi contro la magistratura e parleranno anche se minacciati di inchiesta o indagati.[15]
- 17 settembre: dopo quattro giorni di manifestazioni a Reggio Calabria un ennesimo corteo per il capoluogo degenera in pesanti disordini con un morto, 22 feriti e numerosi arresti. Tra gli altri sono fermati Ciccio Franco del MSI e l'ex comandante partigiano Alfredo Perna. Del comitato per Reggio capoluogo sono arrestati anche due esponenti della DC.[16]
- 25 settembre: alla vigilia dell'arrivo del Presidente degli Stati Uniti a Roma dodici automobili, appartenenti ad altrettanti cittadini statunitensi, sono incendiate assieme a una filiale della Banca d'America e d'Italia e alle sedi di alcune compagnie aeree.[17]
- 27 settembre: consiglio nazionale della DC: il partito dà pieno appoggio al segretario Forlani e alla gestione della crisi di governo.

#### Ottobre
- 1 ottobre: Senato: al termine della discussione generale della legge sul divorzio la DC presenta un ordine del giorno che chiede il rinvio della discussione e votazione dei singoli articoli. L'iniziativa è respinta da 155 voti contrari contro 153 favorevoli. L'analisi del voto, sulla base delle presenze in aula, dimostra secondo i democristiani che nel segreto dell'urna esistono remore nel blocco divorzista contro l'approvazione della legge
L'onorevole Pia Lombardi Colini, presidente del Comitato d'intesa italiano dell'Unione internazionale d'azione morale, consegna al presidente del Senato e ai presidenti dei gruppi parlamentari un appello anti-divorzista sottoscritto, tra gli altri, dall'Associazione nazionale per il buon costume, dal Fronte della famiglia, dall'Associazione ascoltatori di radio e TV e dal Movimento internazionale per la difesa della famiglia.
Il Governo annuncia di aver raggiunto un pieno accordo coi sindacati per la riforma sanitaria. Definitivamente deciso il superamento del sistema mutualistico e l'istituzione del servizio sanitario nazionale. Il Governo si impegna a far approvare una legge quadro che definisca modi, tempi e finanziamenti del nuovo sistema, dettando al contempo i limiti e le articolazioni in cui dovrà muoversi la legislazione regionale.[18]
- 2 ottobre: si cerca di identificare gli otto senatori dei gruppi divorzisti che hanno votato a favore del rinvio richiesto dalla DC. Secondo la Lega per l'istituzione del divorzio il voto anomalo è il frutto di un tentativo di accordo che avrebbe offerto a PCI e PSIUP una crisi di governo in cambio del voto contro la discussione degli articoli. Viene messa sotto accusa anche una visita di Arnaldo Forlani alla sede del PLI di via Frattina, dove Giovanni Malagodi ha decisamente respinto qualsiasi proposta di compromesso nonostante otto senatori liberali siano sospettati di parteggiare per la causa anti-divorzista.[19]
- 5-7 ottobre: manifestazione a sorpresa a favore del divorzio in piazza San Pietro. Mentre il papa sta parlando dalla finestra del suo studio un centinaio di persone manifesta pacificamente in silenzio, inalberando cartelli contro le ingerenze della chiesa negli affari interni italiani.
Il senatore Giovanni Leone riunisce al Senato i presidenti dei gruppi parlamentari per discutere un possibile compromesso sul divorzio: si propone di emendare la legge prevedendo la consensualità di entrambi i coniugi, la durata della separazione aumentata da 5 a 8 anni, maggiori garanzie per i figli minori e gli assegni per il coniuge più debole. Si giunge ad un accordo che, ferma restando la contrarietà di DC e MSI, emenda l'articolo 1 della legge: è introdotta la discrezionalità del giudice, che può esperire un estremo tentativo di conciliazione nell'immediato o a distanza di dodici mesi con rinvio motivato della seduta. Respinto l'allungamento della separazione a otto anni.[20]
- 9 ottobre: con 154 voti a favore e 138 contrari il Senato approva la legge sul divorzio. Essendo stato emendato il provvedimento torna alla Camera.[21]

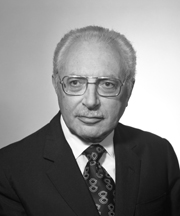
Gaetano Stammati

- 10 ottobre: parlando alla conferenza "Luci e ombre della spesa pubblica", promossa dal Banco di Roma, il ragioniere generale dello Stato, Gaetano Stammati sostiene la necessità di introdurre una diversa impostazione del bilancio dello Stato. L'aumento della spesa pubblica, e gli aggravi fiscali necessari a coprirlo, è responsabilità di centri di spesa sempre più numerosi e spesso fuori controllo, come gli enti inutili che non vengono liquidati: una possibile soluzione è l'elaborazione del bilancio di previsione per programmi, come già si fa in altri paesi, attraverso una riforma della pubblica amministrazione e un'attenta sorveglianza dei costi di gestione.
- 18-20 ottobre: dopo tre mesi di disordini, sparatorie e minacce di attentati a Reggio Calabria si torna lentamente alla normalità. Il Parlamento deciderà sull'ubicazione del capoluogo e le forze dell'ordine indagano sull'operato del comitato di azione che ha scatenato la rivolta. Intanto in consiglio regionale i quattro partiti del centro-sinistra eleggono la prima giunta, presieduta dal democristiano Antonio Guarasci.[22]
- 25 ottobre: Consiglio dei ministri: dopo una battaglia parlamentare estenuante il Governo, nonostante le proteste delle opposizioni sulla procedura, ripresenta il decreto-legge anti-congiunturale, detto decretone, per sostituire il precedente provvedimento, scaduto alla mezzanotte del 24 ottobre per il fortissimo ostruzionismo alla Camera attuato dai deputati del PSIUP e del Manifesto. I provvedimenti restano sostanzialmente invariati, salvo piccole modifiche emerse nelle susseguenti discussioni al Senato e alla Camera. Aggiunta una sanatoria per salvare gli effetti già maturati delle procedure.[23]
- 31 ottobre: mentre in Sicilia si formulano le prime accuse di collusione con la mafia per Vito Ciancimino e Salvo Lima a Roma la magistratura avvia una inchiesta a danno dell'assessore Carlo Merolli e l'intero comitato romano della DC, guidato dalla corrente andreottiana che fa capo ad Amerigo Petrucci (prossimo a essere processato per lo scandalo ONMI) e presieduto da Giorgio La Morgia. A Roma come a Palermo sono messi sotto accusa la corruzione del partito di maggioranza e i sistemi di clientele elettorali che favoriscono gli imprenditori disposti a ricambiare i favori. In entrambe le città sono passati al setaccio decine di appalti per opere pubbliche e licenze edilizie.

#### Novembre
- 9-13 novembre: alla Camera iniziano le discussioni congiunte del decretone anti-congiunturale e della legge sul divorzio. Su quest'ultimo le posizioni e gli schieramenti restano gli stessi: contrari DC e MSI con quanto resta dei monarchici nel gruppo misto, favorevoli tutti gli altri partiti. Continua anche l'esame dell'eccezione di costituzionalità della legge di fronte alla Consulta: gli avvocati dello Stato difendono la validità dell'articolo 34 del concordato, che impedirebbe all'Italia di poter legiferare in materia. Loris Fortuna presenta una interrogazione urgente al ministro della Giustizia, dove si chiede come sia possibile che i legali dello Stato sostengano tesi opposte a quanto lo Stato stesso ha sostenuto in una nota diplomatica ufficiale, e una denuncia alla procura della repubblica contro i due legali per "infedele patrocinio". La DC sollecita l'esame delle norme attuative del referendum abrogativo: gli anti-divorzisti si appelleranno agli elettori per sconfessare l'approvazione che appare sempre più scontata della legge. Luigi Gui non esclude che il gruppo democristiano possa ricorrere all'ostruzionismo.[24]
- 11-14 novembre: comitato centrale PSI: approvata con poche riserve la linea politica della segreteria. Piena fiducia al segretario Giacomo Mancini. I socialisti continuano con lealtà e fiducia nel Presidente del Consiglio la collaborazione di governo ma mettono in guardia gli alleati dalla possibilità di uscire dall'esecutivo a causa dei problemi interni della DC. Confermata la linea riformista del partito.
- 13 novembre: dopo un periodo di relativa calma scoppiano nuovi disordini a Reggio Calabria. Un corteo di studenti organizzato senza autorizzazione della questura accoglie a sassate le forze dell'ordine. Vengono erette nuove barricate.
- 15 novembre: a seguito del comitato centrale del PSI Mauro Ferri, segretario del PSU, ritiene che gli obiettivi che si era posto il partito socialdemocratico si allontanano; questo perché il PSI sembra considerare l'alleanza una transizione verso una rinnovata collaborazione col PCI. Il ministro socialista Mariotti risponde che "il centro-sinistra è un'alleanza politica e non uno stato di necessità, un obbligo col quale si voglia imbrigliare il movimento dei lavoratori italiani".[25]
- 16-21 novembre: l'assemblea dei vescovi italiani pubblica un documento in cui ci si appella alla coscienza dei cattolici per utilizzare tutti i metodi consentiti dal sistema democratico per impedire l'introduzione del divorzio in Italia. I vescovi chiedono un risanamento del costume civile e morale e la riforma del diritto di famiglia. L'intervento, contestato da tutte le forze divorziste dentro e fuori dal Parlamento, giunge in un momento di estrema difficoltà per l'iter parlamentare della legge, che prosegue parallelamente a quella del decretone anti-congiunturale. Le minacce di ostruzionismo della DC e del MSI contro il divorzio e del PSIUP contro il decretone rendono difficoltoso il calendario delle sedute, e nessun effetto hanno le ripetute conferenze dei capigruppo convocate dal presidente della Camera Sandro Pertini. Si confida di trovare un accordo con la sospensione dei lavori parlamentari per il congresso del MSI.[26]
- 20-23 novembre: congresso del MSI: Giorgio Almirante confermato per acclamazione segretario di un partito che dà prova di unità interna su una mozione comune per un fronte articolato anticomunista che raccolga e realizzi le istanze morali, politiche e sociali degli italiani. Appello a monarchici e liberali per una grande destra moderata e democratica che condizioni la DC ed escluda ogni sua collaborazione con le sinistre.[27]
- 23-24 novembre: elezioni amministrative: si vota in 103 comuni, 40 dei quali con popolazione superiore ai 5.000 abitanti. In questi ultimi i risultati confermano l'alleanza di centro-sinistra e consentono la formazione di giunte omogenee al governo nazionale. Arretrano PCI, PSIUP, PLI e MSI, azzerati i monarchici.[28]
- 25 novembre: in una lettera indirizzata al segretario Arnaldo Forlani, al capogruppo Giulio Andreotti e al Presidente del Consiglio Emilio Colombo, 33 deputati democristiani minacciano di provocare la crisi di governo e il ricorso a elezioni anticipate per impedire l'approvazione della legge sul divorzio. Pur dichiarandosi sostenitori della necessità del decretone i parlamentari ritengono che l'unità della famiglia sia un bene supremo, per il quale ogni impedimento è legittimo.
Con l'astensione di comunisti e liberali e il voto contrario di PSIUP e Manifesto la Camera approva la proposta democristiana di una seduta fiume per l'approvazione del decretone, gravata dalla discussione di oltre 900 emendamenti.[29]
- 28 novembre: il Governo pone la questione di fiducia sul decretone, che viene approvato con 341 voti favorevoli e 247 contrari e dovrà passare all'esame del Senato.

#### Dicembre
- 1-2 dicembre: dopo una seduta fiume durata quasi 36 ore, respinti tutti gli emendamenti, la Camera approva la legge Fortuna-Baslini con 319 voti a favore, 286 contrari e nessun astenuto. Passata senza modifiche introduce il divorzio nell'ordinamento italiano con separazione minima tra i coniugi non inferiore ai cinque anni. Caso unico nella storia della Repubblica, il Capo dello Stato la promulga nello stesso giorno dall'approvazione. Gli anti-divorzisti annunciano il ricorso al referendum abrogativo. Per la raccolta delle firme si costituisce il Comitato per il referendum abrogativo della Legge sul divorzio, presieduto da Gabrio Lombardi. Fondatori Salvatore Satta, Sergio Cotta, Augusto Del Noce, Carlo Felice Manara, Enrico Medi, Giorgio La Pira, Alberto Trabucchi, Giovanni Battista Migliori, Lina Merlin e Ugo Sciascia.[30]
- 6 dicembre: parlando ai fedeli riuniti per l'Angelus domenicale Paolo VI, reduce dal suo viaggio in Australia, si dichiara amareggiato per l'approvazione del divorzio. Secondo il Papa, leggermente contestato da fischi durante questo passaggio, il concordato è stato violato due volte perché è stato oltraggiato anche il carattere sacro di Roma.[31]
- 7 dicembre: polemiche nei partiti di maggioranza per le giunte regionali in Sicilia e Sardegna. Le due maggioranze DC-PSI sono criticate da socialdemocratici e repubblicani per la creazione di equilibri diversi da quelli che i recenti contrasti sul divorzio e il decretone rendono precari a livello nazionale.[32]
- 13 dicembre: a un anno dalla strage di piazza Fontana, si svolge a Milano un’imponente manifestazione. Scoppiano gravi incidenti nel corso dei quali perde la vita lo studente Saverio Saltarelli.
- 15 dicembre: dopo quattro mesi di battaglia parlamentare viene approvato il decretone-anticongiunturale.
- 22 dicembre: Consiglio dei ministri: il governo approva cinque decreti delegati per il miglioramento retributivo dei dipendenti della pubblica amministrazione in attività e in pensione. I decreti dispongono il riordinamento delle carriere degli impiegati civili dello Stato, il riassetto economico per 1.600.000 dipendenti in servizio e 700.000 pensionati, il riordinamento degli operai, il trattamento economico dei magistrati ordinari, militari e amministrativi e degli avvocati e procuratori dello Stato.
Incontrando il Sacro collegio per lo scambio degli auguri di Natale Paolo VI si dichiara profondamente amareggiato per l'introduzione del divorzio, fonte di danni morali e sociali. Insiste sulla necessità di stabilire se il nuovo istituto sia compatibile con l'articolo 34 del Concordato.[33]

### 1971

#### Gennaio
- 8 gennaio: direzione PCI: si annuncia una grande battaglia per emendare la riforma tributaria. Viene approvato un documento che analizza le quattro imposte previste nel nuovo ordinamento, in particolare l'IRPEF, che tra esenzioni, deroghe, detrazioni e scaglioni rende soltanto teorica la gradualità dell'aliquota dal 2% al 68% per i redditi annui da due milioni a 500 milioni annui. L'unica aliquota che rimane fissa è quella dal 2 al 10% per i redditi bassi, mentre più si sale e più si alza il divario tra reddito e aliquota con la massima che dal 68% si riduce al 55,98%. La legge prevede inoltre di considerare reddito netto, interamente tassabile, lo stipendio e il salario dei lavoratori dipendenti, mentre considera lordo e detraibile quello dei professionisti e degli imprenditori. In pratica, sostiene il PCI, ci saranno due categorie di cittadini: i meno abbienti che pagheranno su tutto, i ricchi che pagheranno su quanto rimane dalle detrazioni.[34]
- 10-14 gennaio: congresso del PLI: per la prima volta dal 1954, dopo sette anni di opposizione al centro-sinistra, la leadership di Giovanni Malagodi viene messa in discussione. Le correnti "Rinnovamento" e "Presenza liberale" (Ennio Bonea) contestano l'immobilismo conservatore della segreteria, rimasta ferma ai proclami anticomunisti, filo-coloniali degli anni '50. Tirate le somme a contestare Malagodi è un buon 40% del partito ma al dibattito politico viene anteposta la discussione sulle modifiche statutarie, necessarie a dare maggior peso alle minoranze nel consiglio nazionale. Viene raggiunto un compromesso che assegna il 68% (109 seggi) alla maggioranza, 28, 21 e 8 seggi alle minoranze che abbiano ottenuto almeno il 7% dei voti congressuali. Viene del tutto ignorata la proposta di discutere sul cartello di una grande destra moderata e conservatrice cui stanno lavorando missini e monarchici. Malagodi è rieletto segretario con una maggioranza di misura.[35]

Giancarlo Lombardi

- 11 gennaio: il presidente della Confindustria, Giancarlo Lombardi, lancia un duro attacco contro i sindacati e i partiti che ne sostengono l'attività per la mancata ripresa della produzione industriale. Lombardi ritiene che si vuol giungere a una distruzione del sistema imprenditoriale privato, dal momento che le aziende di Stato possono attingere in modo pressoché illimitato, oltre che clientelare, al denaro pubblico.[36]
- 15-16 gennaio: il ministro del Lavoro, Carlo Donat-Cattin, esponente della minoranza interna democristiana, sostiene in una conferenza stampa che esiste un partito della crisi che ha creato problemi all'andamento economico del 1970 e il ricorso al decretone anti-congiunturale. Lo stato di incertezza politica, il rincorrersi delle crisi di governo e la fomentazione di disordini nelle azioni sindacali mirano, secondo Donat-Cattin, a riportare indietro il quadro economico e sociale del paese. Nello stesso giorno a una tavola rotonda organizzata dalle ACLI il senatore comunista Antonino Maccarrone e il deputato democristiano Vittorino Colombo analizzano gli aspetti a loro dire negativi della riforma tributaria. La pretesa del ministro Preti e del segretario repubblicano La Malfa di approvarla così com'è è inaccettabile, occorrendo numerose correzioni sull'autonomia della finanza locale. La sortita del ministro scatena un putiferio: secondo il PRI è una presa di posizione imprudente, che falsifica la realtà. Per il PSU è un duro colpo ad un'alleanza di governo che inizia a presentare evidenti segni di logoramento. Il Presidente del Consiglio si limita a far presente che l'unica opinione che conta è quella collegiale del Governo.[37]
- 16 gennaio: si concludono i lavori della commissione parlamentare d'inchiesta sui fatti del giugno-luglio 1964. Secondo la relazione di maggioranza non c'è stato alcun tentativo di colpo di Stato e non sono stati attuati piani per dissuadere l'alleanza politica del centro-sinistra organico nel primo governo di Aldo Moro. Premesso che l'operato di De Lorenzo rimane illegittimo sotto vari punti di vista, la schedatura di politici, sindacalisti e cittadini è stato un atto in buona fede, benché illegale, mirato a conoscere le posizioni dei sovversivi di ogni colore politico. Per comunisti e psiuppini, che hanno presentato una relazione di minoranza, il piano Solo del generale Giovanni De Lorenzo mirava a un colpo di forza contro la sinistra politica e sindacale. L'organizzazione aveva assoldato migliaia di provocatori di destra attraverso i fondi neri del SIFAR. Antonio Segni ne sarebbe stato consapevole. L'obiettivo era un governo di emergenza contro la deriva a sinistra attuata prima da Fanfani, poi da Moro.[38]
- 19 gennaio: entra in vigore la legge sul divorzio. Nelle prime ore della mattinata, solo a Roma, sono presentate 543 istanze di separazione.[39]
- 21 gennaio: direzione nazionale DC: Arnaldo Forlani richiama tutte le correnti interne a non indebolire la forza del partito, elemento essenziale e decisivo del centro-sinistra. Per le opposizioni interne ed esterne la segreteria è in cerca di un alibi che giustifichi l'immobilismo dell'azione politica e il rinvio del chiarimento interno con le correnti della sinistra.
Si allarga il fronte della protesta contro la riforma tributaria messa a punto dal ministro Luigi Preti. Le regioni si uniscono ai sindacati e alle sinistre interne alla DC e di opposizione nella richiesta di una globale revisione del provvedimento che, viene specificato al primo punto, colpisca in modo netto anche i redditi alti.[40]
- 21 gennaio: Consiglio dei ministri: stanziati 7.000 miliardi per il funzionamento della Cassa del Mezzogiorno nel quinquennio 1971-1975.[41]
- 23 gennaio: a Milano scoppiano pesanti disordini tra forze dell'ordine e militanti di destra e sinistra. Al mattino un corteo di attivisti del MSI, dopo un comizio al teatro Dal Verme, marcia contro la polizia e raggiunge la sede della UIL, provocando gravi danni. Nel pomeriggio si fronteggiano studenti maoisti e anarchici e la polizia intervenuta a sgomberare una occupazione abusiva di case popolari. Operati 45 fermi nel corso dell'intera giornata,
A Reggio Calabria riprendono le manifestazioni contro l'assegnazione del capoluogo di regione a Catanzaro. A degenerare in scontri e danneggiamenti è uno sciopero generale con corteo e comizio. Bottiglie incendiare e sassaiole contro giornalisti e sedi istituzionali.[42]
- 27-30 gennaio: il ministro del Tesoro, Mario Ferrari Aggradi, presenta alla stampa il libro bianco sulla spesa pubblica. Atteso da almeno tre anni quantifica nel 20% lo scarto tra le somme stanziate in bilancio e le effettive spese negli ultimi cinque anni: i 4.000 miliardi "risparmiati" avrebbero inciso sfavorevolmente sul processo inflazionistico. Il governo dovrà reperire 3.000 miliardi per ripianare il disavanzo pubblico del 1971.
Dopo una settimana di disordini a Reggio Calabria vengono inviati reparti e mezzi cingolati dell'esercito. La linea ferroviaria, dove esplode un ordigno al tritolo a distanza dimostrativa, è invece sorvegliata da due reparti di alpini. Nonostante la sorveglianza la guerriglia prosegue senza sosta nei rioni Sbarre e S. Caterina.[43]

#### Febbraio
- 1 febbraio: sono emessi cinque ordini di cattura contro i capi della rivolta di Reggio Calabria. Ciccio Franco riesce a sottrarsi all'arresto, preso a Roma l'industriale Demetrio Mauro. Intanto la direzione del PCI, nella ricorrenza dei cinquant'anni della sua fondazione, pressa il governo affinché venga presa una decisione contro le provocazioni neofasciste e per una vera politica di riforme. Per i comunisti il rinnovato dinamismo del MSI di Giorgio Almirante è funzionale ad un gioco politico che, complici i socialdemocratici, vuole spostare a destra l'asse del governo. Lo dimostrerebbe, tra l'altro, il discorso del Presidente del Consiglio per l'inaugurazione della mostra nautica a Genova, dove ad essere messo sotto accusa è solo il movimento sindacale di sinistra.[44]
- 4 febbraio: un muratore del PCI viene ucciso a Catanzaro per l'esplosione di due bombe a mano quando il corteo passa nei pressi della locale sezione del MSI. A Reggio Calabria riprende la protesta con devastazione di negozi, incendio di autobus e automobili. Un dentista viene gravemente ferito da un candelotto lacrimogeno lanciato dalla polizia, che si sta difendendo da violente sassaiole. La notizia di Catanzaro giunge alla Camera mentre è in corso una seduta, e provoca tafferugli tra comunisti e missini, mentre dai banchi della sinistra si grida "fascisti assassini". Il ministro Restivo annuncia l'invio di rinforzi e provvedimenti speciali per il ristabilimento dell'ordine.[45]
- 5-7 febbraio: tensione e disordini in tutta Italia per i fatti di Catanzaro. Manifestazioni in tutte le grandi città guidate dal PCI e dal PSIUP, per l'occasione in accordo con la sinistra extraparlamentare. Ventisette militanti del MSI in Calabria sono fermati e in seguito rilasciati. Su iniziativa dell'ANPI di Catanzaro si costituisce il Comitato nazionale antifascista, cui aderiscono PCI, PSI, PSIUP, PRI e PLI, le ACLI, il Movimento popolare dei lavoratori. Nella DC il momento è difficile: il sostegno al comitato è richiesto dalle sinistre de La Base e Forze nuove ma Forlani non prende posizione.
- 5-9 febbraio: congresso del PSU: alla sua prima assise dopo il fallimento dell'unificazione socialista si decide di tornare alla denominazione PSDI. Mario Tanassi è riconfermato alla guida di un partito che fa della fedeltà all'alleanza di centro-sinistra un punto d'onore. Netto no a qualsiasi ipotesi di crisi di governo e di apertura nei confronti del PCI.[46]
- 9 febbraio: un documento della CEI chiede che siano approvate al più presto le norme per lo svolgimento del referendum abrogativo. I vescovi confidano che gli italiani sconfesseranno il Parlamento ma la richiesta scatena forti polemiche tra laici e cattolici. Mentre un giudice di Genova solleva eccezione di costituzionalità ad una richiesta di separazione la maggioranza delle forze politiche, in accordo con le associazioni cattoliche, ritiene che si debba trovare un compromesso su eventuali modifiche alla legge per evitare lo scontro nelle urne, che non gioverebbe al dialogo tra le parti. Compromesso che deve investire anche la revisione del concordato nei punti in cui è in contrasto con la costituzione repubblicana.
Quattro attivisti del MSI, fermati qualche giorno prima per la morte del muratore comunista a Catanzaro, sono rilasciati per mancanza di indizi. Viene arrestato l'armatore Amedeo Matacena ma il rilascio scatena una nuova ondata di proteste e disordini in tutta Italia. Il comitato nazionale antifascista chiede l'applicazione della legge Scelba e lo scioglimento del MSI per ricostituzione del disciolto partito fascista.[47]
- 13 febbraio: a Pinerolo un corteo di cinquemila persone assedia l'edificio dove ha sede la sezione cittadina del MSI, contro la quale sono lanciati petardi e bottiglie molotov. I militanti di destra si difendono lanciando oggetti di ogni tipo. Negli scontri con le forze dell'ordine sono fermate 25 persone, altre 16 sono ferite.
Nelle stesse ore il Presidente del Consiglio espone il progetto del Governo per l'assetto amministrativo della Calabria: Catanzaro sede della giunta regionale, Cosenza sede dell'università, Reggio Calabria sede del consiglio regionale. La proposta è criticata dai repubblicani, che accusano Colombo di mancare di coerenza.[48]
- 14-15 febbraio: imponenti manifestazioni antifasciste in tutte le principali città italiane contro la rivolta di Reggio Calabria. Prese di posizione solidali da parte di numerosi consigli regionali. La DC calabrese si spacca sull'atteggiamento da tenere nei confronti del comitato d'azione che guida le manifestazioni: il segretario regionale, Guido Versace, presenta le dimissioni in polemica col sindaco di Reggio, Pietro Battaglia, che sostiene la rivolta e rivendica con orgoglio l'assegnazione del capoluogo alla sua città. Secondo PCI e PSIUP la soluzione dei problemi dell'ordine pubblico passa per l'accantonamento di una DC divisa al suo interno da interessi nazionali e locali diversi.[49]
- 19 febbraio: con una vasta operazione in tutta Italia polizia e carabinieri passano al setaccio 286 asili nido e istituti per l'infanzia gestiti da congregazioni religiose. Le perquisizioni sono frutto di una inchiesta partita dalle indagini su Amerigo Petrucci e che da oltre un anno sta accertando i retroscena della gestione ONMI dell'infanzia abbandonata. Il rapporto dell'operazione parla di quintali di cibo e medicinali scaduti, ambienti trascurati e malridotti, violenze fisiche e sessuali sui minori. Annunciati trecento mandati di comparizione.
- 21 febbraio: a seguito di una intervista di Arnaldo Forlani, dove il segretario DC accusa il PRI di aver avviato una "partecipazione disimpegnata" nel centro-sinistra, Ugo La Malfa approva la decisione del partito milanese di rimanere fuori dalla giunta e annuncia di voler assumere una piena libertà di giudizio e di critica alla maggioranza, della quale il PRI continuerà a far parte. L'on. Oscar Mammì critica dall'interno la decisione: facendo eco a un diffuso malumore interno ritiene che di fronte ai gravi problemi di ordine pubblico in corso non è il momento di indebolire la maggioranza.
L'arcivescovo di Reggio Calabria, Giovanni Ferro, si reca nel rione di Sbarre per favorire una soluzione pacifica alla rivolta. Il rione, sempre più isolato nella città, continua infatti a manifestare per l'assegnazione del capoluogo. Il prelato è accolto con fischi, insulti e lanci di monetine.

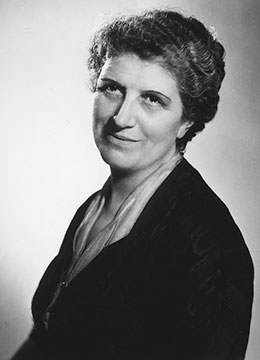
Angela Gotelli

- 24-26 febbraio: si allarga lo scandalo dell'OMNI. Il pretore Luciano Infelisi divide l'istruttoria in due tronconi: il penale, per le percosse e le violenze sessuali su bambini e ragazzi, e il civile per gli illeciti amministrativi. Tra questi ultimi emergono i criteri di ripartizione dei contributi ai singoli istituti, completi per alcuni, parziali o non erogati per altri. Un terzo di queste realtà assistenziali, inoltre, sono solo nomi e indirizzi sulle carte dell'ente, e si deve accertare che fine abbiano fatto i soldi loro erogati. Un sacerdote e un seminarista sono arrestati con l'accusa di atti di libidine violenta. Si riapre l'inchiesta sulla scomparsa di un bambino da un istituto salesiano. Sollecitata dalla stampa, la presidente dell'OMNI Angela Gotelli si limita a dichiarare che la bufera passa e il bene rimane. Il PCI presenta una proposta di legge per lo scioglimento dell'ente e il passaggio delle sue competenze alle regioni.[50]
- 24 febbraio: a Reggio Calabria intervengono i cingolati dell'esercito per riportare la calma nel rione Sbarre, l'unico che continua a protestare per l'assegnazione del capoluogo. Le barricate abbattute vengono prontamente rialzate.[51]
- 25-27 febbraio: dando seguito all'annuncio della "partecipazione disimpegnata" del PRI al governo il ministro della Giustizia, Oronzo Reale, presenta le sue dimissioni. Si dimette anche il sottosegretario repubblicano Oscar Mammì. Ugo La Malfa annuncia ulteriori decisioni alla riunione della direzione nazionale. L'equilibrio della maggioranza è in bilico anche per il congelamento delle cariche nel PSDI, deciso nel congresso dopo la fine della riunificazione socialista. Colombo, d'accordo con Forlani, esclude la crisi di governo ma il rimpasto per la copertura dei posti vacanti non si presenta facile. Colombo si reca dal Capo dello Stato per riferire la situazione. La soluzione della pre-crisi sarà risolta da una decisione parlamentare.[52]
- 27 febbraio: sciopero generale a L'Aquila per l'attribuzione del capoluogo di regione alla città. Quello che in apparenza doveva essere un corteo pacifico degenera in gravi disordini quando i partecipanti, in gran parte militanti del MSI, iniziano un'opera di devastazione di sedi di partito e abitazioni di uomini politici. Seriamente danneggiate le sedi di DC, PCI, PSIUP, PSI, PLI, PRI. Il Comitato nazionale antifascista, evidenziato che la città era già stata individuata come capoluogo, parla di pretesti adottati dai neofascisti, che sembrano essere la bassa manovalanza di poteri di destra per una svolta autoritaria dell'assetto politico. Il PCI chiede le dimissioni del ministro degli Interni Franco Restivo.[53]

#### Marzo
- 1 marzo: il segretario dell'Unione italiana per i diritti del minore afferma in una conferenza stampa che il Governo ha pesanti responsabilità nello scandalo OMNI. I due ministeri competenti, Sanità e Interni, non avrebbero un elenco aggiornato degli oltre 8.000 centri di ricovero per minori, degli enti di assistenza gestiti dai comuni e di oltre 16.000 asili infantili. Per far comprendere la reale portata della vicenda cita i conti dell'ente assistenza orfani dei lavoratori, che nel 1965 ha gestito 1,4 miliardi per i minori dei suoi centri e 9,1 miliardi per minori ospitati da altri enti, per una media di 650.000 annue a bambino, contro i 5,2 miliardi erogati direttamente alle famiglie, mediamente 20.000 lire a bambino. Scoperti oltre 200 bambini figli di ignoti regolarmente registrati all'anagrafe, per i quali l'OMNI versava le quote pur non figurando in nessun elenco, in modo da evitarne l'adozione.[54]
- 3-5 marzo: inizia alla Camera il dibattito sul disimpegno del PRI e il destino del gabinetto Colombo. Ugo La Malfa conferma quanto detto alla direzione repubblicana e ribadisce il passaggio all'appoggio esterno, in modo da non compromettere l'azione del Governo in un momento particolarmente delicato. Il segretario del PSI, Giacomo Mancini, chiede un rafforzamento dell'unità antifascista del Governo mediante l'apertura della maggioranza al PCI, ipotesi che viene decisamente rifiutata dal PSDI. Tutte le opposizioni chiedono le dimissioni di Colombo e il ricorso a elezioni anticipate, ma la Camera, con 346 voti a favore e 247 contrari, conferma la fiducia all'esecutivo. Colombo assume l'interim della Giustizia.[55]
- 7 marzo: un'imponente manifestazione antifascista impedisce l'inaugurazione di una sezione del MSI al Lido di Venezia alla presenza di Giorgio Almirante. Nello stesso giorno il PCI diffonde i dati di una sua inchiesta, intitolata "I pendolari del teppismo", nella quale si evidenzia che le attività del Movimento sociale italiano si affidano a elementi non iscritti al partito, dei veri e propri mercenari al servizio di una pletora di realtà associative formate da elementi della destra democristiana, monarchici e reduci della RSI che contano pochi iscritti e che costituiscono il livello occulto dell'iniziativa politica missina.[56]
- 10-13 marzo: comitato centrale del PSI: Francesco De Martino è eletto presidente da una nuova maggioranza formata con le correnti di Mancini e Giolitti. Astenuti Pietro Nenni e la sua corrente. Approvato un documento in cui si sostiene che le riforme devono coinvolgere tutte le forze politiche in una vigorosa azione antifascista che vinca le resistenze moderate del Governo. Secondo il PSI non si può più escludere la collaborazione col PCI.[57]
- 13 marzo: il pretore Luciano Infelisi invia le prime comunicazioni giudiziarie per lo scandalo OMNI: incriminati per omissione di atti d'ufficio la presidente Angela Gotelli, il vice presidente Antonio Fusco e il direttore generale Paolo Belisario: col vertice dell'ente sono chiamati a rispondere dello stesso reato il direttore generale di medicina sociale del Ministero della Sanità, il presidente e il direttore sanitario della sede romana dell'ente. Vaticano e DC scendono ufficialmente in campo in difesa dell'ente e della sua presidente, sostenendo che il numero minimo di istituti, bambini e dirigenti coinvolti non giustificano le sirene d'allarme della stampa, specie di quella di partito, e il trauma causato alle famiglie. La Gotelli, da parte sua, attacca il pretore Infelisi e la procura di Roma, accusandoli di violare il segreto istruttorio e di fare, volenti o nolenti, gioco di interessi politici avversi al centro-sinistra.
- 15-17 marzo: comitato centrale PCI: viene approvato un documento in cui si sostiene che la situazione politica ed economica del paese è il frutto dell'azione della destra conservatrice e reazionaria, che boicotta le riforme sociali e la partecipazione democratica alla programmazione. Il complotto neofascista di recente scoperto, secondo il PCI, è la dimostrazione più evidente dei tentativi di spostare verso destra l'asse politico del governo. Ma altrettanto evidente è la posizione espressa da Arnaldo Forlani di fronte all'appello anticomunista di un gruppo di parlamentari democristiani. Il segretario democristiano torna infatti a ventilare l'ipotesi di elezioni anticipate, sostenuto dai liberali che chiedono un ritorno alla formula centrista.[58]
- 16 marzo: la Corte costituzionale dichiara decaduti ai sensi dell'art. 21 della Costituzione l'art. 553 del codice penale e gli articoli 112 e 114 del testo unico delle leggi di pubblica sicurezza, che puniscono la fabbricazione e la propaganda degli anticoncezionali. La decisione, derivata da un processo contro lo psicologo Luigi De Marchi, impone al Parlamento l'emanazione di nuove norme al riguardo.
Sotto la presidenza di Giulio Andreotti si riunisce alla Camera il gruppo parlamentare della DC. La richiesta è stata fatta da novanta deputati, che hanno sottoscritto un documento in cui si esprime preoccupazione per le prese di posizione del PSI su una possibile apertura alla collaborazione col PCI. Andreotti rassicura che l'azione del partito, e la sua linea politica, non si discosteranno dalle decisioni congressuali e dagli accordi che hanno portato alla formazione del Governo. Il segretario Forlani rassicura di li a poco che la DC può battere qualsiasi complotto reazionario senza cedimenti al PCI e ai suoi alleati.[59]
- 17 marzo: a seguito di una rivelazione di Paese Sera il ministro degli Interni, Franco Restivo, dà notizia alla Camera di una indagine in corso dal dicembre 1970 su esponenti e organizzazioni di destra e relativa a un complotto, il cosiddetto Golpe Borghese, per il rovesciamento dell'asse politico. Al centro dell'inchiesta è Junio Valerio Borghese, ex comandante della X MAS e presidente del Fronte Nazionale.[58]
- 22-25 marzo: congresso del PSIUP: a sei anni dalla fuoriuscita dal PSI il partito continua a ritenere valida la propria scelta, ma continua a non trovare una propria collocazione nel quadro politico. Il lento logoramento del centro-sinistra pone due alternative: patto d'azione col PCI o riavvicinamento a un PSI che torna a collaborare col maggior partito d'opposizione. Tullio Vecchietti è riconfermato segretario di un partito diviso tra una sinistra filo-comunista e un centro autonomista; la destra filo-PSI assiste all'assise senza prendere parte al dibattito e alle votazioni.[60]
- 30 marzo: dopo sette mesi di dibattito, spesso interrotto da trattative sulle modifiche, la Camera approva la riforma tributaria. Votano a favore DC, PSI, PSDI, contro PCI, PSIUP e MSI. I repubblicani si astengono per non compromettere con un voto contrario la già precaria maggioranza di Governo. Non si prevedono difficoltà per l'esame del Senato, tanto che si fissa l'entrata in vigore del nuovo regime al 1º gennaio 1972.[61]
- 31 marzo: la commissione affari costituzionali della Camera approva in sede referente il testo unificato di varie proposte di legge costituzionale per l'abbassamento del minimo di età richiesto per l'esercizio dell'elettorato attivo e passivo senza modificare il raggiungimento della maggiore età, che rimane ferma al compimento dei 21 anni. La norma abbassa da 21 a 18 anni il diritto di voto per la Camera e per i consigli regionali, provinciali e comunali, da 25 a 22 anni il diritto di voto per il Senato. Riduce inoltre da 25 a 22 anni il minimo di età dei deputati e da 40 a 33 anni quello dei senatori, mantenendo quello di 21 per tutte le altre elezioni.[62]

#### Aprile
- 1 aprile: alla Camera si discute il bilancio di previsione dello Stato per il 1971, nel quale si prevedono spese per 15.105 miliardi, entrate per 12.599 miliardi e un conseguente disavanzo di 2.506 miliardi, superiore di 605 miliardi a quello dell'anno in corso. Ugo La Malfa attribuisce il fenomeno alle ottimistiche previsioni sul tasso economico e l'incremento del reddito. Le rivendicazioni dell'autunno caldo, e gli stanziamenti per venire incontro alle rivendicazioni, hanno aumentato a dismisura la spesa pubblica senza alcun aumento significativo della produzione agricola e industriale. Le opposizioni di sinistra puntano il dito contro i residui passivi, le somme stanziate e non spese che finiscono con l'alimentare il parastato in senso clientelare, quelle di destra sul "socialismo di Stato" tradottosi in enti pubblici e aziende di Stato ridotti a centri di clientelismo elettorale.
Il comitato per l'abrogazione della legge sul divorzio inizia ufficialmente la raccolta delle firme per il referendum.[63]
- 3 aprile: i partiti della maggioranza rispondono con un secco no all'ipotesi formulata dal vice-segretario comunista, Enrico Berlinguer, di un'alleanza di governo tra DC, PCI e sinistra interna democristiana.[64]
- 7 aprile: proclamato da CGIL, CISL e UIL uno sciopero generale per le riforme. Piena adesione soltanto nel settore industriale. Due operai della FIAT non aderenti muoiono a Torino per infarto dopo aver aggirato a fatica i picchetti dei dimostranti.
Fallito il tentativo di denunciare l'operato del pretore Luciano Infelisi per violazione del segreto istruttorio Angela Gotelli, presidente dell'OMNI, blocca nuovamente l'inchiesta con una istanza di ricusazione. Infelisi è accusato di aver espresso pubblicamente le sue opinioni sull'indagine.
Nel giorno fissato per la sua audizione la presidente dell'OMNI, Angela Gotelli, presenta istanza di ricusazione nei confronti del pretore Infelisi. Il magistrato è accusato di aver espresso opinioni sul caso al di fuori delle sue prerogative giurisdizionali e di aver tenuto una conferenza stampa in cui si sarebbe detto convinto della colpevolezza degli imputati. Il procedimento viene sospeso in attesa della decisione del tribunale.[65]
- 16 aprile: due quotidiani di destra, Il Giornale d'Italia a Roma e La Notte a Milano, pubblicano un rapporto "riservatissimo", datato 22 dicembre e indirizzato dal prefetto Libero Mazza al ministro degli Interni, interamente dedicato alle organizzazioni paramilitari ed eversive della sinistra extraparlamentare. Il rapporto mette in guardia dal pericolo che si sta creando a Milano, e non solo dalla contrapposizione tra gli opposti estremismi, non sottovaluta le potenzialità dei movimenti di destra, specie quelli che sono coperti dal MSI, ma attribuisce maggiore forza alle organizzazioni della sinistra extraparlamentare, in particolare il Movimento Studentesco e Avanguardia operaia. Il fermento provocato dalla pubblicazione spinge la questura di Milano a vietare un corteo da tempo programmato della cosiddetta maggioranza silenziosa. Il divieto provoca una violenta reazione dei militanti del MSI: nel corso di violenti scontri contro le forze dell'ordine si registrano 22 feriti e 84 fermati.
Consiglio nazionale del PLI: Giovanni Malagodi parla di liberalismo degli anni '80. Ritiene che la crisi del centro-sinistra aprirà presto le porte del governo ad un PLI risolutamente anticomunista e capace di resistere alle suggestioni neofasciste per una grande destra di governo.[66]
- 20-23 aprile: consiglio nazionale della DC: nell'imminenza delle amministrative di giugno Arnaldo Forlani presenta una relazione in cui fa presente che il partito non deve ogni volta rassicurare sulle sue posizioni moderate e anticomuniste. Mariano Rumor aggiunge che la centralità democratica democristiana sostiene il pluralismo delle opinioni che i comunisti non accettano nemmeno al loro interno, cacciando chi esprime critiche o riserve alla segreteria. L'assise si conclude con una tregua temporanea tra le correnti per affrontare l'importante turno amministrativo di giugno.[67]
- 21 aprile: la Lega per il divorzio presenta un esposto alla procura di Firenze contro i vescovi della Toscana per la diffusione di notizie false allo scopo di attirare firme alla richiesta di referendum per l'abrogazione della legge Fortuna-Baslini. Una lettera pastorale letta ai fedeli nelle parrocchie sostiene che col divorzio aumentano i figli illegittimi, la prostituzione, la delinquenza minorile, i delitti in famiglia e la pazzia.[68]
- 26 aprile: la procura di Roma incrimina 34 aderenti al ricostituito movimento Ordine Nuovo per tentata ricostituzione del disciolto partito fascista. Tra gli indagati ci sono Sandro Saccucci e Clemente Graziani.
Parlando a un simposio scientifico a Palermo padre Ambrogio Valsecchi, ordinario di teologia morale alla Lateranense, lascia a intendere che la Chiesa potrebbe assumere posizioni nuove sulla contraccezione e sull'aborto.
- 27 aprile: alla vigilia di un vertice dei partiti della maggioranza, che deve tra l'altro decidere alcune nomine ai vertici degli enti pubblici, Ugo La Malfa pubblica un editoriale in cui critica pesantemente l'azione dei sindacati e lo stato di permanente conflittualità che provocano. La critica è verso le correnti più progressiste della politica, che hanno dato troppo potere alle confederazioni che, attraverso agitazioni e scioperi, provocano un processo involutivo congiunturale ma soprattutto strutturale. La presa di posizione di La Malfa, unita a varie divergenze per le nomine all'IRI, alla RAI e all'Assobancaria, fanno saltare l'incontro.[69]
- 28 aprile: attraverso un'audizione dei vertici dell'ente Gescal (ex INA Casa) il comitato parlamentare per la legge di riforma sulla casa e l'edilizia relaziona che l'ente Gestione Case per i Lavoratori ha incassato nell'ultimo anno di gestione (1970) 163 miliardi di lire, 141 dei quali a mezzo di prelievo forzoso da stipendi e salari dei lavoratori autonomi, contro una spesa per nuove costruzioni di soli 30 miliardi. Dalla creazione dell'ente, nel 1963, la Gescal ha accumulato 1900 miliardi, 1018 dei quali investiti in immobili costruiti, la rimanenza depositata presso istituti bancari che li mettono a loro volta a disposizione del mercato speculativo di industriali e imprenditori contro gli interessi del personale dipendente che ha contribuito a formarla. A fronte di questi dati una interrogazione congiunta PCI-PSIUP chiede al Governo di dirottare l'avanzo di oltre 800 miliardi in un fondo nazionale per la casa da far gestire alle regioni, allo scopo di finanziare i progetti già presentati da numerose cooperative.

#### Maggio
- 3 maggio: la direzione del PSIUP lancia un appello a tutte le forze di sinistra per un impegno unitario in vista delle elezioni amministrative di giugno. Un impegno antifascista che porti ad un'alternativa al fallimento del centro-sinistra.
- 3-5 maggio: alla Camera si discutono le relazioni della commissione parlamentare d'inchiesta sul caso SIFAR. La maggioranza fa mancare il numero legale per impedire la votazione di una mozione unitaria PCI-PSIUP che ritiene il "piano Solo" ancora in vigore con altra denominazione. La mozione viene successivamente respinta assieme a un ordine del giorno liberale. La mozione del Governo, approvata a larga maggioranza, approva la relazione di maggioranza, secondo la quale non vi è stato un tentativo di colpo di Stato e che le schedature sono state una misura illegale ma adottata in buona fede. Il documento impegna il Governo ad avviare uno studio per la riforma dei servizi segreti.

Pietro Scaglione

- 5 maggio: in un sanguinoso agguato a Palermo viene ucciso il procuratore capo Pietro Scaglione. Convocata d'urgenza la commissione parlamentare antimafia: l'alto magistrato si occupava di casi scottanti come la scomparsa del giornalista Mauro De Mauro e l'evasione del boss mafioso Luciano Liggio.
- 11 maggio: Consiglio dei ministri: sono varati alcuni sgravi fiscali alle compagnie petrolifere per compensare l'aumento del petrolio, in modo da non aumentare il prezzo della benzina. Il minore introito è tale da non richiedere modifiche di bilancio.[70]
- 12-24 maggio: dopo otto mesi di scontri in sede di commissione arriva in aula alla Camera la legge di riforma della casa. Il testo è frutto di animate discussioni che hanno più volte spaccato la maggioranza, dal momento che i socialisti hanno spesso votato con PCI e PSIUP, la DC con liberali e missini. È lo stesso giorno in cui la maggioranza si spacca due volte al Senato sulla riforma universitaria, dove DC e PSDI votano assieme a liberali e missini contro un emendamento sulla composizione del Senato accademico sostenuto da PSI, PCI e PSIUP. Sulla casa il PSI minaccia la crisi di governo se la DC non cederà almeno sul regime dei terreni edificabili. L'accordo sull'articolo 33 giunge due giorni dopo sulla proposta del PSI di limitare il pieno diritto di proprietà sui terreni espropriati dai comuni ed utilizzati per l'edilizia popolare economica. Insorgono PLI e MSI, secondo i quali è stato violato il diritto alla proprietà privata sancito dalla Costituzione. L'accordo consente l'approvazione dell'articolo dai quattro partiti della maggioranza: PCI e PSIUP si astengono allo scopo di evitare contrasti che possano portare all'affossamento della legge al Senato.[71]
- 24 maggio: dopo due mesi di fermo riprende l'inchiesta sull'OMNI. L'istanza di ricusazione contro il pretore Infelisi è stata respinta e la presidente Angela Gotelli, che l'aveva promossa, è condannata a una multa di 80.000 lire.[72]
- 26-27 maggio: la Camera approva la legge sulla casa coi voti con 191 si e 124 no. Determinanti le astensioni del PCI e del PSIUP, che hanno consentito di arginare il voto contrario di PLI, MSI e 71 franchi tiratori DC e l'assenza di un'altra quarantina di parlamentari sempre democristiani. Mentre la legge passa all'esame del Senato le conseguenze politiche del voto si manifestano soprattutto nella DC: Forlani convoca d'urgenza una riunione cui prendono parte il Presidente del Consiglio e i capigruppo parlamentari ma non viene emesso alcun comunicato. Giulio Andreotti, capogruppo alla Camera, si limita a dichiarare che il dissenso c'è stato ma che la legge è stata comunque migliorata. Secondo la stampa si sarebbe deciso di rinviare ogni decisione a dopo le elezioni amministrative.[73]
- 28 maggio: il Senato approva la legge di riforma delle università col voto favorevole di DC, PSI e PSDI. Astenuti i repubblicani, contrari tutti gli altri partiti. Il provvedimento passa alla Camera.
- 30 maggio: i partiti della maggioranza si confrontano a distanza nei comizi per la campagna elettorale amministrativa. Appare evidente lo scontento nel PSDI e nel PRI: se per Mauro Ferri la disgregazione del centro-sinistra è un dato di fatto, Ugo La Malfa va oltre con una conferenza stampa ufficialmente dedicata ai ritardi interposti dalla DC al rinnovo delle cariche della RAI. Il segretario repubblicano ritiene che i chiarimenti interni lasciano il tempo che trovano e la parola dovrebbe essere data al Capo dello Stato, se non addirittura agli elettori.[74]
- 30 maggio-1 giugno: manifestazioni antifasciste a Torino, Milano e Roma. Nel capoluogo piemontese il corteo degenera in guerriglia urbana a causa delle infiltrazioni dei militanti di Lotta Continua e Potere Operaio: armati di bastoni e catene gli extraparlamentari si muovono in un corteo non autorizzato diretto verso una sede della Fiat. Il bilancio è di 40 feriti e 60 fermi, 29 dei quali tramutati in arresto.[75]

#### Giugno
- 1 giugno: il governatore della Banca d'Italia, Guido Carli, presenta la relazione annuale sull'andamento dell'economia e della lira. Secondo il documento la produzione industriale è inferiore rispetto all'anno precedente. La spesa pubblica andrà incontro ad un aumento proporzionale alla diminuzione delle attività del settore imprenditoriale privato. L'Italia sta andando incontro a una spirale inflazionistica difficile da combattere nel momento in cui non ci sono certezze sulla stabilità della lira rispetto al dollaro.[76]
- 2 giugno: in piazza dell'Università, a Catania, esplode un ordigno mentre è in corso un comizio di Enrico Berlinguer. Rimane ferito un militante comunista. La folla dei presenti tenta di linciare alcuni attivisti del MSI che seguivano l'evento da lontano.[77]
- 5 giugno: il segretario socialdemocratico Mauro Ferri non esclude l'apertura della crisi di governo all'indomani delle elezioni amministrative. La maggioranza, sostiene, deve impegnarsi in un profondo chiarimento. Ugo La Malfa replica che se il chiarimento si dovesse fare sui rapporti coi comunisti, il governo non potrebbe che cadere.
Il presidente del comitato per il referendum sul divorzio, Gabrio Lombardi, dichiara che l'obiettivo minimo delle 500.000 firme è stato raggiunto e che la raccolta continua fino al termine ultimo per l'inoltro alla Cassazione.[78]
- 8 giugno: la procura di Roma apre un'inchiesta a carico dell'ente Istituti riuniti di assistenza sanitaria e protezione sociale. Nel mirino del PM Domenico Sica è la gestione dell'ospedale Nuovo Regina Margherita, gravato da due miliardi e mezzo di debiti. Secondo una denuncia del quotidiano Paese Sera il presidente Ennio Pompei avrebbe accumulato il debito col ricorso sistematico alla trattativa privata e con l'erogazione di compensi extra per le carriere lampo dei medici suoi complici.[79]
- 11 giugno: dopo oltre due mesi di latitanza la polizia arresta ad un comizio del MSI a Roma Ciccio Franco, uno dei caporioni dei moti di Reggio Calabria. Gli attivisti del partito tentano di impedire l'arresto ed ingaggiano uno scontro con le forze dell'ordine presenti.
Al processo in corso a Roma contro l'ex sindaco Amerigo Petrucci, accusato di peculato e omissione d'atti d'ufficio nel ruolo di presidente del comitato romano dell'ONMI, due segretari di sezioni romane della DC ammettono che l'ente è utilizzato dalle correnti democristiane per spostare pacchetti di voti ai migliori offerenti. Uno in particolare, fornitore di derrate alimentari per gli istituti direttamente gestiti, ammette che in cambio dell'appalto ha spostato un gran numero di voti da Petrucci verso Nicola Signorello.[80]
- 12 giugno: con una mossa a sorpresa che sorprende perfino gli ambienti ecclesiastici Paolo VI emette il motu proprio Causas matrimoniales, col quale sono stabilite alcune norme per rendere più spedito lo svolgimento dei processi matrimoniali. Il nuovo ordinamento estende le competenze dei tribunali ecclesiastici, ammette il rito sommario e riduce l'appello a un semplice decreto basato sugli atti. Per Loris Fortuna la mossa del papa è mirata alla convinzione che il futuro referendum cancellerà il divorzio. Il Vaticano intende limitare le inevitabili contestazioni.[81]
- 14-15 giugno: elezioni amministrative: sette milioni di italiani votano per la regione siciliana e per i consigli comunali e provinciali di Roma, Genova, Bari, Foggia e Ascoli. Il responso delle urne è un clamoroso successo per il MSI, che triplica i voti in Sicilia (terzo partito dopo DC e PCI) e passa dal 6,9 delle politiche 1968 al 13,9% su base nazionale. La DC scende dal 36,4 al 31,8%. Perdite più contenute per PCI, PSIUP e PLI, aumenti per PSI, PSDI e PRI. I segretari dei partiti di maggioranza confermano la fiducia al governo e alla coalizione di centro-sinistra. Convocate le direzioni di tutti i partiti per il problema delle giunte locali. Si sviluppa una polemica tra democristiani e socialisti: questi ultimi rimproverano alla DC di aver inutilmente corteggiato la destra per parare il travaso elettorale, mettendo in pericolo la maggioranza e le riforme.[82]
- 17 giugno: a tre giorni dal voto si tirano le somme dei risultati: il centro-sinistra perde nell'insieme il 2,4% e alla regione siciliana ha una maggioranza di soli due voti. L'avanzata del MSI corrisponde quasi ovunque all'arretramento della DC. PCI e PSIUP lanciano un appello contro la possibile sterzata a destra della DC che, nel tentativo di recuperare le posizioni perdute, potrebbe affossare o rinviare al lungo periodo le riforme in discussione sulla casa, la sanità e l'ordinamento tributario.
- 19 giugno: il comitato per il referendum sul divorzio deposita il quesito referendario accompagnato da 1.370.314 firme. Inizia a svilupparsi un dibattito sull'opportunità del referendum. Il primo ad alzare la voce è Pietro Nenni, che lo ritiene una perdita di tempo e di soldi, e prima ancora un passo indietro nel dialogo tra laici e cattolici. Ma se da parte laica inizia a delinearsi la possibilità di un dialogo per apportare modifiche alla legge che possano evitare la consultazione popolare, Gabrio Lombardi frustra le speranze con la proposta di abrogare la legge e di istituire uno speciale matrimonio per i divorzisti, una unione registrata simile al concubinato di epoca romana. Il professor Lombardi sostiene inoltre che la riforma del diritto di famiglia deve essere subordinata all'indissolubilità del matrimonio, senza prevedere la parificazione tra figli legittimi e adulterini, e che il motu proprio di Paolo VI sulle cause matrimoniali è inopportuno. L'on. Loris Fortuna risponde che le proposte di Lombardi sono anticostituzionali perché ledono il principio dell'uguaglianza dei cittadini di fronte alla legge e chiede l'interruzione delle trattative per la riforma del concordato, definito uno strumento sorpassato.[83]
- 26 giugno: al Senato viene votato un ordine del giorno che impegna il governo a presentare entro la fine dell'anno un disegno di legge sull'assistenza che trasferisca alle regioni le competenze degli enti di assistenza a partire dall'OMNI, da abbinare alla legge delega per il completo decentramento regionale in materia di sanità e alla legge di riforma del sistema sanitario. Votano a favore DC, PSI, PSDI e PRI, si astengono PCI e PSIUP, contrarie le destre.
Direzione nazionale DC: la relazione del segretario Forlani e la linea politica del governo espressa da Colombo sono approvate con un voto definito da gran parte della stampa interlocutorio. La divisione del partito si è infatti accentuata. I dorotei (Rumor, Piccoli) e la destra (Scelba, Gioia) contestano l'azione riformatrice del governo, che sta dando ampio spazio di manovra ai comunisti nell'opposizione parlamentare e nelle giunte regionali, la sinistra di Forze nuove condivide l'opinione socialista sulla DC che le sta frenando per non perdere voti. Le conclusioni sono rinviate al consiglio nazionale di prossima convocazione.[84]
- 29 giugno: inizia il periodo del semestre bianco, durante il quale il capo dello Stato perde la facoltà di sciogliere le Camere.
La Corte costituzionale respinge l'eccezione di costituzionalità sollevata dal tribunale di Pisa contro l'articolo 2 della legge sul divorzio, ritenuto in contrasto con gli articoli 7, 10 e 138 della Costituzione. Secondo la consulta il recepimento del concordato (art. 7) e l'obbligo di rispetto dei trattati internazionali (art. 34) non subiscono violazioni in quanto l'Italia ha accolto la richiesta di riconoscerne gli effetti civili e può esercitare la prerogativa di cancellarli senza obbligare la controparte a rivedere le sue posizioni sull'aspetto religioso dell'atto. La decisione è giudicata dalla Santa Sede irrilevante, in quanto non ha alcuna valenza sul piano internazionale.
A La Spezia viene formata una giunta comunale a tre PCI-PSI-PSIUP.[85]

#### Luglio

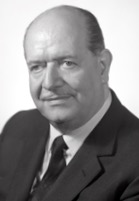
Giuseppe Togni

- 2 luglio: Consiglio dei ministri: viene approvato un pacchetto di misure anti-congiunturali a favore delle piccole imprese. Due decreti riducono dal 30 al 20% gli oneri previdenziali delle imprese meridionali con un beneficio di bilancio decennale; uno accolla al bilancio dello Stato per un anno i contributi all'INPS dovuti dalle imprese con non più di 300 dipendenti, e a quelle che lo superano di poco per un numero uguale di persone; altri due assicurano un appoggio finanziario per il rinnovo degli impianti alle imprese artigiane e al settore della pesca. Impegnati nel complesso 212 miliardi, più 50 stanziati dall'IMI e altri 117 per la garanzia di crediti a medio e lungo termine.
Alla commissione lavori pubblici del Senato la discussione della legge sulla casa viene rinviata. La proposta del MSI è appoggiata dalla DC e dal PLI e passa per 15 voti contro i 13 di PCI e PSIUP. L'ex ministro Giuseppe Togni giustifica il voto democristiano con l'annuncio di una controproposta al testo in corso.[86]
- 2-4 luglio: direzione del PSI: viene rifiutata la richiesta di chiarificazione tra i partiti della maggioranza. Per i socialisti è necessario rivedere gli equilibri politici, sociali ed economici del governo, che alla luce di quanto avvenuto dal 1968 in poi non può continuare nell'atteggiamento pregiudiziale di chiusura verso le opposizioni di sinistra. Il problema vero del governo sono le divisioni interne della DC tra una sinistra riformista, un centro attendista e una destra conservatrice: centro e destra non disdegnano di allearsi in parlamento con liberali e missini per affossare le riforme in discussione. Per PRI e PSDI i socialisti si sono chiamati fuori dal governo.[87]
- 4 luglio: comitato centrale PSIUP: Tullio Vecchietti e Dario Valori sono riconfermati segretario e vice-segretario con una maggioranza di 64 voti su 101. Nel partito emerge l'opposizione interna di Vittorio Foa e Lucio Libertini: la minoranza ritiene l'azione del partito ambigua e contraddittoria, ancora priva di una identità e una collocazione.[88]
- 9 luglio: con la dichiarazione di fallimento pronunciata dal tribunale di Venezia esplode lo scandalo di Attilio Marzollo (1927-1984), un agente di cambio della città lagunare che, con la complicità di alcuni funzionari del Banco San Marco, ha messo a segno una truffa in titoli azionari falsificati. La truffa messa in campo, per un valore quantificato all'epoca di circa 50 miliardi di lire, approfitta dell'inefficienza del sistema bancario. In quegli anni la circolazione dei titoli era interamente sostenuta su certificati delle società emittenti, che impiegavano anche molte settimane per arrivare a destinazione. Marzollo rilasciava documenti in cui si garantiva il futuro recapito dei titoli che, nel frattempo, venivano alterati a colpi di "scolorina" con l'apposizione di firme false per incassarne il controvalore. Riportati poi alle condizioni originarie finivano nelle mani dei proprietari, che naturalmente non potevano esigere nulla. Arrestato in Danimarca, Marzollo viene condannato definitivamente a 5 anni e sei mesi nel 1976. 70 deputati di PSI, PSIUP, PSDI e PLI sottoscrivono una proposta di legge di Eugenio Scalfari per introdurre l'inammissibilità del referendum per le leggi che garantiscono i diritti civili e politici delle persone e delle minoranze.[89][90]
- 10 luglio: i partiti della maggioranza raggiungono un accordo per il mantenimento dell'alleanza di centro-sinistra e l'approvazione delle leggi di riforma in corso di discussione. Il PSI mantiene la sua riserva sulla possibilità di coinvolgere le sinistre senza azioni che possano compromettere l'unità dell'esecutivo ma nei giorni seguenti il contrasto tra democristiani e socialisti si riacutizza sul rifiuto dei primi a votare Lelio Basso come membro della Consulta e sulle modifiche alle leggi di riforma.[91]
- 15 luglio: dopo oltre due mesi di tranquillità a Reggio Calabria riprendono i disordini. Un corteo del comitato d'azione, organizzato ad un anno dall'avvio della rivolta e dell'uccisione di un suo militante, degenera al transito sotto le finestre della prefettura. Quando la polizia impedisce ai partecipanti di avvicinarsi all'edificio il corteo si divide in due e raggiunge la federazione del PSI, che viene devastata e data alle fiamme. Da Roma piovono critiche al questore e al ministro degli Interni per il mancato rispetto del divieto di manifestazioni su tutto il territorio provinciale.[92]

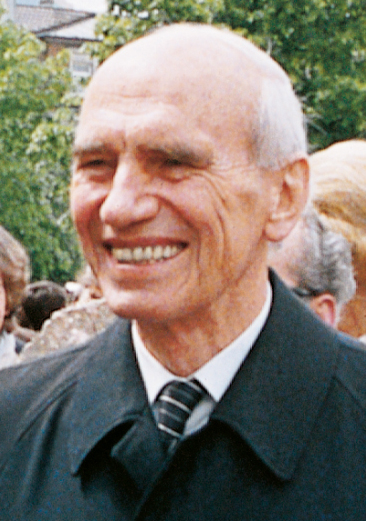
Rudolf Kirchschläger

- 17 luglio: il ministro degli Esteri Aldo Moro e il suo omologo austriaco Rudolf Kirchschläger firmano a Roma un primo accordo per la pacificazione dell'Alto Adige. L'accordo demanda alla corte dell'Aja l'esame delle divergenze relative al trattato firmato da Alcide De Gasperi e Karl Gruber nel 1946 e fissa i criteri per la definizione delle questioni patrimoniali e finanziarie ancora in sospeso tra Italia e Austria.[93]
- 27 luglio-1 agosto: il Senato inizia l'esame della legge di riforma dell'edilizia in un clima di forte tensione politica. Come già alla Camera lo scontro è sul regime dei terreni espropriati (che la sinistra vorrebbe conferiti ai patrimoni comunali, la destra nella piena proprietà di assegnatari e proprietari delle case costruite) argomento che lacera la DC tra le componenti di sinistra (che guardano alle soluzioni proposte da PSI, PCI e PSIUP) e di destra (solidali con PSDI, PLI e MSI). Un gruppo di senatori democristiani dichiara che i relativi articoli sono stati fatti passare per promuovere in aula una serie di emendamenti definiti migliorativi. Forlani rivendica la lealtà della DC al patto di governo e dichiara una totale chiusura nei confronti di PCI e MSI. Il segretario democristiano sostiene che la soluzione per la legge va individuata all'interno della maggioranza.
Mentre lo scontro politico del Senato è in pieno corso viene approvata dal Consiglio dei ministri la legge di bilancio per il 1972, che prevede un aumento del deficit di 510 miliardi. Il governo ha previsto le maggiori spese previste dalle leggi di riforma, che ritiene saranno approvate, e dagli accordi raggiunti coi sindacati per i nuovi contratti di lavoro. Con maggiori entrate tributarie per 1.200 miliardi, il disavanzo totale di bilancio è previsto in 2.376 miliardi. Il governo fa presente che in tale situazione non sono proponibili nuovi provvedimenti di riforma.[94]

#### Agosto
- 1-3 agosto: il conflitto tra i partiti si estende dalle riforme in Parlamento al problema delle giunte regionali. Alla regione Piemonte si forma una giunta di centro DC, PSDI, PRI, PLI, a Verona un tripartito DC, PSDI, PRI che si regge coi voti determinanti del MSI. L'estromissione del PSI provoca una forte reazione di Aldo Moro, che parla di un clima politico soffocante e lancia un appello contro questo tipo di soluzioni. Il PSDI, per bocca di Antonio Cariglia, lo contesta accusandolo di non aver fatto cenno ai veti antidemocratici del PSI e chiede l'auto-scioglimento delle Camere per giungere, con un nuovo Parlamento, ad un rinnovato centrismo.[95]
- 7 agosto: il settimanale comunista Vie nuove rivela il contenuto di un discorso tenuto da Aldo Moro alla sua corrente il 22 luglio, del quale erano circolate poche indiscrezioni. Moro critica con molta asprezza la condotta della DC e sostiene che il PCI ha dimostrato un alto senso di responsabilità verso il paese con una forte capacità propositiva. Lo statista pugliese critica l'esclusione delle sinistre interne e di opposizione e il no pregiudiziale ad ogni loro proposta tesa a migliorare le leggi di riforma per compiacere una destra che ritiene pericolosa.
A Roma Clelio Darida viene rieletto alla guida di una giunta di centro-sinistra.
Consiglio dei ministri: approvati disegni di legge per il conferimento di anticipi a persone fisiche e giuridiche provenienti dalla Libia sottoposte a misure di confisca e per le carriere in polizia, carabinieri e guardia di finanza. Il ministro del Tesoro è incaricato di predisporre il disegno di legge per l'emissione di banconote da 2.000 e 20.000 lire.[96]
- 8 agosto: il Senato approva le leggi per le riforme tributaria e della casa. La prima passa coi voti di DC, PSI e PSDI (astenuto il PRI), la seconda coi voti dell'intero centro-sinistra. Particolarmente criticata è la legge tributaria che, secondo PCI e PSIUP, non rispetta il principio costituzionale della contribuzione secondo la capacità. La nuova legge svuota le competenze degli enti locali e lascia un'ampia discrezionalità al governo: colpisce con un'aliquota del 10% il lavoro dipendente e del 6,5% la rendita finanziaria.
- 12 agosto: parlando alla TV Emilio Colombo traccia un bilancio dell'attività di governo ad un anno dalla sua formazione. Il presidente del Consiglio fa un appello per una tregua sociale e sostiene che le misure economiche non servono se sindacati e imprenditori non riducono la conflittualità per migliorare la produzione e la sua rendita.
Nello stesso giorno l'ISTAT presenta la relazione sull'indagine dei consumi delle famiglie italiane fino al 31 dicembre 1970. Secondo le cifre a fronte di una media di 52.000 lire al mese di spese (23.000 per l'alimentazione, 29.000 per utenze ed altre necessità) 3.500.000 pensionati vivono con pensioni da 20-25.000 lire, un altro milione dai minimi a 40.000 lire.

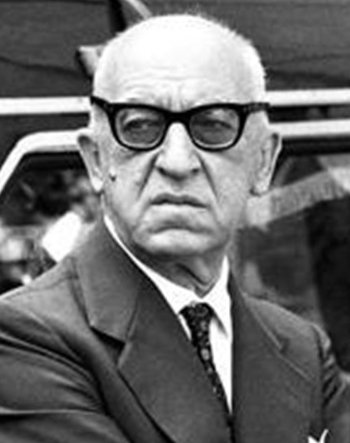
Paolo Baffi

- 16-30 agosto: a seguito di un improvviso crollo del dollaro il presidente americano Richard Nixon vara d'urgenza alcune misure anti-congiunturali, tra le quali si segnalano la non convertibilità in oro della valuta statunitense e un forte protezionismo doganale. Le misure hanno immediate conseguenze nei paesi europei che esportano negli USA o hanno cospicue riserve della loro moneta non convertite. Nel pieno della sospensione estiva dei lavori del Parlamento e del governo l'unico funzionario in sede, il direttore generale della Banca d'Italia Paolo Baffi, dispone in via cautelativa la chiusura dell'ufficio italiano cambi provocando il caos nelle località turistiche, dove gli stranieri non possono pagare con la propria moneta e nemmeno cambiarla in lire. Il governo, rientrati d'urgenza Colombo e i ministri finanziari, deve adottare diversi provvedimenti per sostenere la lira sui mercati e l'industria di fronte alla sopratassa del 10% per esportare negli USA. Per le industrie sono accelerate le procedure per la restituzione dell'IGE e previste agevolazioni e fiscalizzazione degli oneri sociali. Colombo annuncia alla Camera che si cercherà di tenere la lira al di sotto dei tassi di rivalutazione delle altre monete, una svalutazione di fatto che andrà incontro alle esportazioni. Le opposizioni di sinistra chiedono un impegno che salvaguardi pensionati e lavoratori dipendenti da eventuali ripercussioni fiscali.[97]

#### Settembre
- 2-7 settembre: da tutte le parti d'Italia si sollevano lamentele per un improvviso rincaro dei generi alimentari e di largo consumo, che nelle grandi città arriva al 15-20%. Vengono messe sotto accusa le reti distributive, ancora impostate su criteri anteguerra, ma anche gli ingiustificati profitti dei grossisti, che aumentano del 100% i beni ricevuti dai produttori. Il governo è accusato dalle opposizioni e dal PSI di non aver sorvegliato le possibili speculazioni sulla crisi monetaria con la stessa attenzione che sta prestando al vertice dei ministri finanziari a Bruxelles. I sindacati chiedono un preciso impegno circa il rialzo di alcune tariffe, al momento in discussione al Comitato interministeriale prezzi. Pressato da più parti il governo comunica in una nota ufficiale che gli aumenti per telefoni, elettricità, ferrovie e poste sono previsti al medio periodo, ed in alcuni casi saranno ritardati.[98]
- 17 settembre: a Reggio Calabria un corteo non autorizzato di circa 500 persone viene invitato a disperdersi. Per reazione sono lanciati due ordigni esplosivi e sparati alcuni colpi di pistola. Un proiettile uccide un passante estraneo ai disordini. La tensione, con barricate, sassaiole e scontri, perdura per alcuni giorni e porta al fermo di 25 persone.[99]
- 20-21 settembre: il ministro dell'Industria, Silvio Gava, minimizza alla Camera il fenomeno dell'aumento dei prezzi, giudicandolo inferiore agli allarmismi dei sindacati e delle opposizioni. Per evitare polemiche relative all'inattività del governo invia una circolare ai prefetti riesumando un decreto luogotenenziale emesso nel 1944 per fronteggiare il fenomeno della borsa nera.[100]
- 25-29 settembre: consiglio nazionale DC: il partito è più che mai lacerato al suo interno. Forlani fa un appello all'unità ma è sconfessato da Moro, che si dichiara contrario a ridurre le correnti in modo che ogni componente mantenga le sue peculiarità. Sempre Moro difende la sinistra interna, l'indispensabilità del PSI e il confronto democratico coi comunisti per evitare la svolta moderata e filo-liberale del partito auspicata da Scelba e Scalfaro. Colombo torna sul tema del referendum sul divorzio per sottolineare il pericolo che riacutizzi la frattura tra laici e cattolici. L'assise si chiude con una minima maggioranza che approva la linea di Forlani e l'ennesimo no al blocco d'ordine dei moderati auspicato da Giorgio Almirante.[101]
- 30 settembre: l'ISTAT diffonde i dati sull'aumento dei prezzi registrato dal 1º agosto al 15 settembre a Roma, Milano e Napoli. Le cifre smentiscono le accuse del Ministero dell'Industria sull'allarmismo della stampa. A Roma gli aumenti vanno da un +3,5% per la carne bovina e le scarpe da uomo al +13,5% per gli ortaggi. Questi ultimi rappresentano il maggior aumento anche a Napoli e Milano, rispettivamente +6,6% e + 4,8%.

#### Ottobre
- 5 ottobre: il PSI riprende il tema dei nuovi equilibri di governo, già espresso all'indomani del consiglio nazionale DC. In un'intervista pubblicata dal settimanale Il Mondo il vice-segretario Giovanni Mosca, pur escludendo l'ingresso del PCI nell'area governativa ancora per molto tempo, ritiene inopportuno respingere pregiudizialmente il contributo comunista alle riforme e negli enti locali. Mosca assicura che il PSI rimane fedele al patto di governo fino al compimento delle riforme. Ugo La Malfa, dalle stesse colonne, chiede una completa revisione delle politiche del centro-sinistra subito dopo l'elezione del nuovo capo dello Stato: se il chiarimento non darà frutti il PRI toglierà anche l'appoggio esterno al governo e chiederà le elezioni anticipate.[102]
- 7 ottobre: coi voti di DC, PSI e PSDI, l'astensione del PRI e il no delle opposizioni, la Camera approva in via definitiva la riforma tributaria nella forma di una legge delega che attribuisce al governo l'emissione dei relativi decreti di attuazione. Come già annunciato dal ministro Ferrari-Aggradi alcune delle nuove norme, come la sostituzione dell'IGE con l'IVA, non entreranno in vigore il 1 gennaio 1972 ma saranno rinviate di almeno sei mesi, compatibilmente con la situazione economica del paese.
Comitato centrale del PSI: il segretario Giacomo Mancini rilancia i temi di cui la segreteria si è fatta portavoce in merito all'apertura verso sinistra e alla partecipazione al governo. Pietro Nenni si dichiara contrario alla politica dei nuovi equilibri e ricorda i danni subiti dal partito con il patto d'azione PCI-PSI stretto nel 1946. Come DC e PCI hanno fatto nei due giorni precedenti viene toccato il tema del referendum contro il divorzio: anche il PSI si dichiara favorevole a una trattativa che lo eviti per non alimentare spaccature nel paese. Le conclusioni favorevoli alla segreteria scatenano forti polemiche da PSDI e PRI nella maggioranza, dal PLI nell'opposizione, contro ogni ipotesi di apertura verso i comunisti.
- 11 ottobre: le conclusioni del comitato centrale del PSI provocano reazioni contrastanti nel PSDI: Antonio Cariglia chiede l'esclusione dei socialisti dal governo, Mario Tanassi propone di riaprire il dialogo interrotto all'indomani del fallimento dell'unificazione. Mentre il PSI tentenna nel fornire una risposta ufficiale Pieraccini e Bertoldi apprezzano il tono distensivo di Tanassi ma la possibilità di un incontro deve essere condizionata ad una presa di posizione del PSDI a favore del proseguimento del centro-sinistra fino alla fine della legislatura. Le parole di Tanassi sono criticate da Giovanni Malagodi: per il PLI è necessaria una svolta verso destra dell'asse di governo, risolutamente anticomunista. Il dialogo tra i partiti è reso difficoltoso dalla decisione del governo di rinviare le amministrative di autunno a primavera, ufficialmente per le contemporanee operazioni del censimento decennale della popolazione.
- 16-17 ottobre: il presidente della Edison Giorgio Valerio è indagato per una truffa ai danni dello Stato per 4 miliardi di lire assieme ai vertici della ex holding elettrica e due alti ufficiali del Ministero della Difesa. Le accuse sono di corruzione, traffico e frode in forniture militari, falso in bilancio e sospetto traffico di armi per la fornitura all'esercito di 1.300 apparecchi radio antiquati e spacciati come nuovi, da collocare sui carri armati M113 accantonati perché già inservibili al momento dell'acquisto. La Edison, invece di costruire gli apparecchi con l'80% di forniture italiane li avrebbe acquistati attraverso una consociata ad alcune imprese d'oltreoceano specializzate nel commercio e nello smaltimento di residuati bellici e apparecchiature obsolete.
Più o meno nelle stesse ore la procura della repubblica di Roma chiede al Parlamento un'indagine sul segretario socialista Giacomo Mancini e sul ministro dell'Agricoltura Lorenzo Natali. L'inchiesta è un filone di quella sulle aste truccate all'ANAS. L'accusa è di interesse privato in atti di ufficio per i favoritismi che i due uomini politici avrebbero accordato al figlio dell'ex direttore delle strade Ennio Chiatante (al momento sotto processo per le aste) nell'assegnazione dei progetti per nuove strade o autostrade. Secondo la magistratura le assegnazioni di comodo hanno procurato parcelle per circa mille miliardi di lire. Mentre Mancini e Natali si dichiarano indignati ed innocenti il deputato socialista Lino Jannuzzi presenta un'interrogazione urgente in cui sostiene che l'ufficio del pubblico ministero è dominato da mafiosi e reazionari. I PM Franco Plotino e Claudio Vitalone sfidano Jannuzzi a rinunciare all'immunità parlamentare e a ripetere le sue accuse durante un formale interrogatorio. Annunciate querele da ambo le parti e un'inchiesta del CSM sull'accaduto.[103]
- 20 ottobre: PSI e PSDI sostengono la necessità di aprire una crisi di governo subito dopo l'elezione del nuovo capo dello Stato. L'approvazione delle leggi di riforma conferma la validità del centro-sinistra e ogni sforzo utile alla sua prosecuzione.[104]
- 22 ottobre: viene definitivamente approvata la legge sulla casa. Votano a favore DC, PSI, PSDI e PRI; astenuti comunisti e PSIUP, contrari liberali e missini. Saranno soppressi gli enti Gescal e INCIS. I comuni potranno espropriare i terreni per i piani di zona al prezzo del valore agricolo se fuori dall'abitato, al medio valore agricolo gravato dalle opere di urbanizzazione negli altri casi. Sulle aree di proprietà il comune concede il diritto di superficie a tempo indeterminato per gli enti pubblici, tra i 60 e i 99 anni negli altri casi.[105]
- 27 ottobre: il pretore Luciano Infelisi rinvia a giudizio l'ex presidente dell'OMNI Angela Gotelli e i suoi principali collaboratori. L'accusa è omissione di atti di ufficio.
La DC blocca per la seconda volta la nomina di Lelio Basso a giudice costituzionale astenendosi dal voto del Parlamento in seduta comune. Mentre Pertini annuncia una nuova votazione per il 9 dicembre i partiti della maggioranza giudicano contrario agli interessi del governo il veto democristiano.[106]

#### Novembre
- 4 novembre: il PSI lancia un ennesimo appello a tutte le forze politiche per trovare un'intesa che modifichi la legge sul divorzio ed eviti il ricorso al referendum. Giulio Andreotti formula la proposta di rendere annullabili i soli matrimoni celebrati col rito civile ma l'idea è respinta dal fronte divorzista.[107]
- 9-10 novembre: con 393 voti a favore, 328 schede bianche di DC e MSI e qualche voto disperso viene bloccata per la terza volta l'elezione di Lelio Basso a giudice costituzionale. L'ennesimo veto, cui la DC non da segno di voler rinunciare, viene giudicato negativo dai partiti in vista dei necessari accordi per l'elezione del nuovo capo dello Stato, le cui votazioni inizieranno il 9 dicembre. Andreotti esclude che la DC possa rivedere la sua decisione. Intanto il governo viene messo in minoranza alla Camera su un emendamento alla legge sulla riforma universitaria promosso da PCI e PSIUP e sostenuto da 31 franchi tiratori di maggioranza.[108]
- 11-15 novembre: congresso del PRI: Ugo La Malfa dichiara che il centro-sinistra è ormai entrato in una crisi irreversibile ed annuncia il proprio ritiro dalla segreteria dopo le elezioni. Approvata la linea politica di convergenza con PCI e PSIUP per l'elezione del capo dello Stato e il referendum sul divorzio.
- 12 novembre: trapelano sulla stampa indiscrezioni di un accordo tra DC e PCI sul divorzio. Secondo i giornali Paolo Bufalini e Francesco Cossiga, in un incontro riservato, avrebbero discusso della richiesta del Vaticano di introdurre nella legge la possibilità di ingerenza del tribunale ecclesiastico qualora uno dei coniugi sollevasse una obiezione di coscienza sull'annullamento del matrimonio. Enrico Berlinguer conferma che l'incontro c'è stato e si dichiara sorpreso della polemica, in quanto si tratta di normali contatti tra le forze politiche che hanno un comune interesse. Il "baratto clerico-comunista", come viene definito dai giornali, si inserisce nel clima teso per l'imminenza delle votazioni per il successore di Saragat e dà modo ai partiti laici di ipotizzare ingerenze ecclesiastiche anche in quel caso. La DC rifiuta di ammettere o smentire.[109]
- 16 novembre: rispondendo ad una richiesta dell'on. Aldo Bozzi, che sostiene ci siano stati degli incaricati direttamente inviati da Arnaldo Forlani, Giulio Andreotti, nella sua qualità di capogruppo alla Camera, dichiara che nessun democristiano è stato ufficialmente autorizzato a negoziare alcunché in materia di divorzio ed elezione del capo dello Stato. La DC rinvia la prevista riunione della giunta esecutiva. Cossiga, da parte sua, non può offrire garanzie sull'atteggiamento della DC di fronte ad un eventuale accordo contro il referendum. Esisterebbe una bozza delle modifiche da apportare alla legge ma la destra DC si chiede quale sarà la contropartita dei comunisti.[110]
- 19 novembre: Arnaldo Forlani abbandona il riserbo e dichiara a il Messaggero che si è incontrato con Berlinguer per uno scambio di vedute sul referendum e sull'elezione del capo dello Stato. Nell'affermare che tra le due questioni non c'è, e non deve esserci, alcun collegamento, il segretario democristiano aggiunge che di fronte a due questioni che non riguardano la sola maggioranza di governo è normale che tra i partiti ci siano dei contatti informali.[111]
- 24 novembre: la direzione della DC rifiuta una proposta di modifica della legge sul divorzio che, nel rispetto del quesito referendario, accoglie una parte delle richieste degli anti-divorzisti. Ugo La Malfa dichiara che al punto in cui si è arrivati ogni altro sforzo è inutile, anche alla luce delle prese di posizione estremiste di Gabrio Lombardi che, in una conferenza stampa, lancia la minaccia di una rivolta popolare qualora la legge non venga abrogata.[112]

#### Dicembre
- 2 dicembre: con una mossa ufficialmente non concordata, la senatrice Tullia Carettoni presenta al Senato la proposta di legge per una nuova disciplina dei casi di scioglimento del matrimonio, predisposta da tutti i partiti divorzisti. La proposta salvaguarda i principi della sovranità e laicità dello Stato e recepisce gli orientamenti emersi nell'ultimo anno sulla riforma del diritto di famiglia, ma è un cambiamento procedurale che non intacca il diritto e la libertà del legislatore.
Il presidente della Edison, Giorgio Valerio, è incriminato per l'appropriazione indebita di 24 miliardi della Montedison, che secondo i giudici sono stati destinati alla contabilità nera dell'ente.[113]
- 9-24 dicembre: il Parlamento in seduta comune si riunisce per eleggere il nuovo capo dello Stato. Alla prima votazione Francesco De Martino, candidato delle sinistre ottiene 397 voti; Amintore Fanfani, candidato della DC, si ferma a 384. Nelle successive votazioni numerosi franchi tiratori DC ritirano il sostegno a Fanfani. Dal 7º scrutinio la DC si astiene. Riprende a votare Fanfani all’11º scrutinio chiedendo il voto a PSDI, PRI e PLI che lo negano. La candidatura Fanfani non supera mai i 393 voti. Dopo una prima indicazione per Aldo Moro, cattolico democratico che i partiti di sinistra possono giustificare ai propri elettori, la DC candida Giovanni Leone che al 23º scrutinio è eletto presidente con 518 voti mentre Nenni, candidato delle sinistre, ottiene 408 voti. Il nuovo presidente è eletto coi voti determinanti del MSI; ciò scatena molte polemiche per il mancato accordo di mantenere l'elezione presidenziale entro i limiti dell'arco costituzionale.[114]

### 1972

#### Gennaio
- 2-15 gennaio: a seguito della situazione creatasi con l'elezione presidenziale il PRI annuncia il ritiro del sostegno esterno alla maggioranza di governo. Il PSDI, preso atto dell'atteggiamento repubblicano, si dichiara favorevole all'apertura della crisi. I socialisti premono per trovare una soluzione che possa impedire una svolta a destra del Gabinetto ma Colombo, ascoltati i segretari di tutti i partiti, sale al Quirinale e rassegna le dimissioni del governo[115].